# Dassault Aviation
Pour les articles homonymes, voir Dassault.
Le groupe Dassault Aviation est un constructeur aéronautique français fondé en 1916 par Marcel Dassault et reste le dernier groupe d'aviation au monde détenu par la famille de son fondateur et portant son nom.
C'est une entreprise multinationale qui emploie 14 600 personnes en 2025, dont 77 % en France et opère une flotte recensant plus de 2 150 avions d'affaires Falcon en service et plus de 1 000 avions de combat en service dans 90 pays.
L'exportation représente 68 % du chiffre d'affaires en 2024.
Ses activités, couvrant l’amont (conception, développement et production) et l’aval (vente et support) s’organisent autour de :
- l’aéronautique avec la création d’une centaine de prototypes et la vente de plus de 10 000 avions[6] dans 90 pays depuis 1945, principalement des avions d'affaires qui représentent 36 % de l'activité en 2024 (Falcon) et également des avions militaires (Mirage 2000, Rafale) ;
- les activités spatiales (études des véhicules spatiaux, systèmes sols de télémesure et activités pyrotechniques) ;
- les services (Dassault Procurement Services, Dassault Falcon Jet et Dassault Falcon Service) ;
- les produits et services aux systèmes d’aéronautiques et de défense (Sogitec Industries).

Dans l'activité principale d'exportation d'avions d'affaires à réaction haut de gamme, Dassault Aviation occupe en 2012, une part de marché de 29 % en troisième position mondiale derrière le Canadien Bombardier et l'Américain Gulfstream Aerospace (filiale de General Dynamics).
Depuis le 9 janvier 2013, la direction du groupe Dassault Aviation est assurée par Éric Trappier. Lors de l'assemblée générale annuelle des actionnaires du 16 mai 2019, son mandat à la présidence de l'entreprise est renouvelé pour quatre années avec les administrateurs Charles Edelstenne et Olivier Dassault. Loïk Segalen est quant à lui confirmé comme directeur général délégué.
Dassault Aviation se classait en 2024 au 38e rang mondial pour la production d'armement.

## Historique
Depuis le début du XXe siècle, à l'origine de l'aviation, Dassault Aviation a commencé dans le monde aéronautique, par la conception, la réalisation et la production d'appareils. L'entreprise s'est diversifiée, commençant par l'Hélice Éclair de 1916 arrivant au Falcon 8X en 2015, plus de cent prototypes ont été mis à l'étude par Dassault aéronautique.

### 1918-1945: les origines de Dassault Aviation

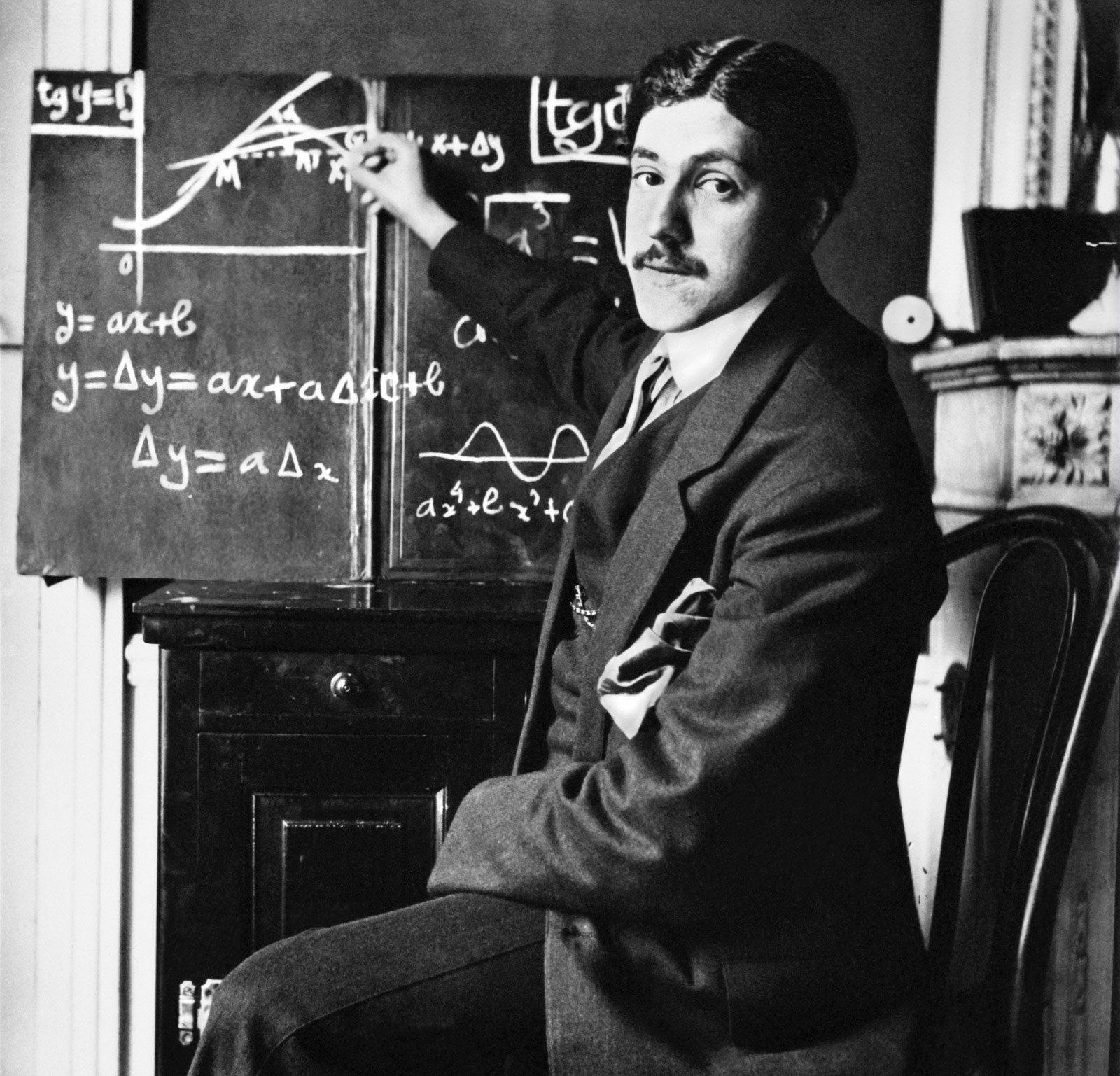
Marcel Bloch, vers 1914.

Dès la Première Guerre mondiale, Marcel Bloch, qui prend le nom de Marcel Dassault en 1949, constitue une équipe et crée, en 1918, la Société d'études aéronautiques (SEA). Cette dernière étudie et construit un biplace de chasse appelé SEA IV qui est commandé à 300 exemplaires par l'armée française.
Après un intermède au cours des années 1920, une nouvelle équipe est formée en 1930 et réalise successivement toute une série d'appareils allant du trimoteur postal entièrement métallique MB.60 au bombardier lourd MB.210 en passant par le quadrimoteur de transport MB.160 et le chasseur monoplace MB.152.
En 1935, la société, qui dispose d'une protection sociale, d'une organisation du travail et d'une grille de rémunérations en avance par rapport au reste de l'industrie, accorde une semaine de congés payés à ses ouvriers.[passage promotionnel]
À la suite de la nationalisation des entreprises aéronautiques en 1936 (voir Front populaire), les usines de la société des avions Marcel Bloch, créée en 1928, sont intégrées à la Société nationale des constructions aéronautiques du sud-ouest (SNCASO).
Disposant librement de son bureau d'études, Marcel Bloch crée, le 12 décembre 1936, la « Société anonyme des avions Marcel Bloch (SAAMB) » en regroupant ses moyens dans le but de concevoir et réaliser des prototypes qui seront fabriqués par les sociétés nationalisées. Mais, l'indépendance ne dure pas. Le 17 février 1937, le ministère de l'Air intègre le bureau d'étude à la SNCASO.
Marcel Bloch, ne pouvant plus construire d'avions, se lance alors dans la fabrication de moteurs puis d'hélices et fait construire une usine à Saint-Cloud en 1938, une autre à Dorat
 et fonde Bordeaux-Aéronautique, le 17 octobre 1939.

### 1945-1986: expansion industrielle
La Seconde Guerre mondiale, entraîne le refus de collaboration avec l'envahisseur, l'internement et la déportation à Buchenwald le 17 août 1944 de Marcel Bloch, la dispersion de ses collaborateurs.
Jusqu'à la mi-1944, le meilleur avion de reconnaissance en service au cours de la Seconde Guerre mondiale, le Fw 189 est produit en grande quantité, à l'usine Focke-Wulf de Brême et à l'usine de Bordeaux-Mérignac, dans la France occupée.
Dès son retour en avril 1945, Marcel Bloch intègre à la SAAMB les usines de Saint-Cloud, Boulogne et Talence. Le 10 novembre 1945, les actionnaires l'adaptent à son nouveau fonctionnement en la transformant en une Société à responsabilité limitée qui s'appelle « Société des Avions Marcel Bloch ». Il crée des filiales pour faciliter la gestion de la société : le décembre 1945, l'usine de Saint-Cloud devient la « Société des Moteurs et Hélices Marcel Bloch » qui est renommée le 12 décembre 1945, « Saint-Cloud Avions Marcel Bloch ». Le même jour, sont constituées les sociétés Boulogne Avions Marcel Bloch à Boulogne-Billancourt et Talence Avions Marcel Bloch à Talence.

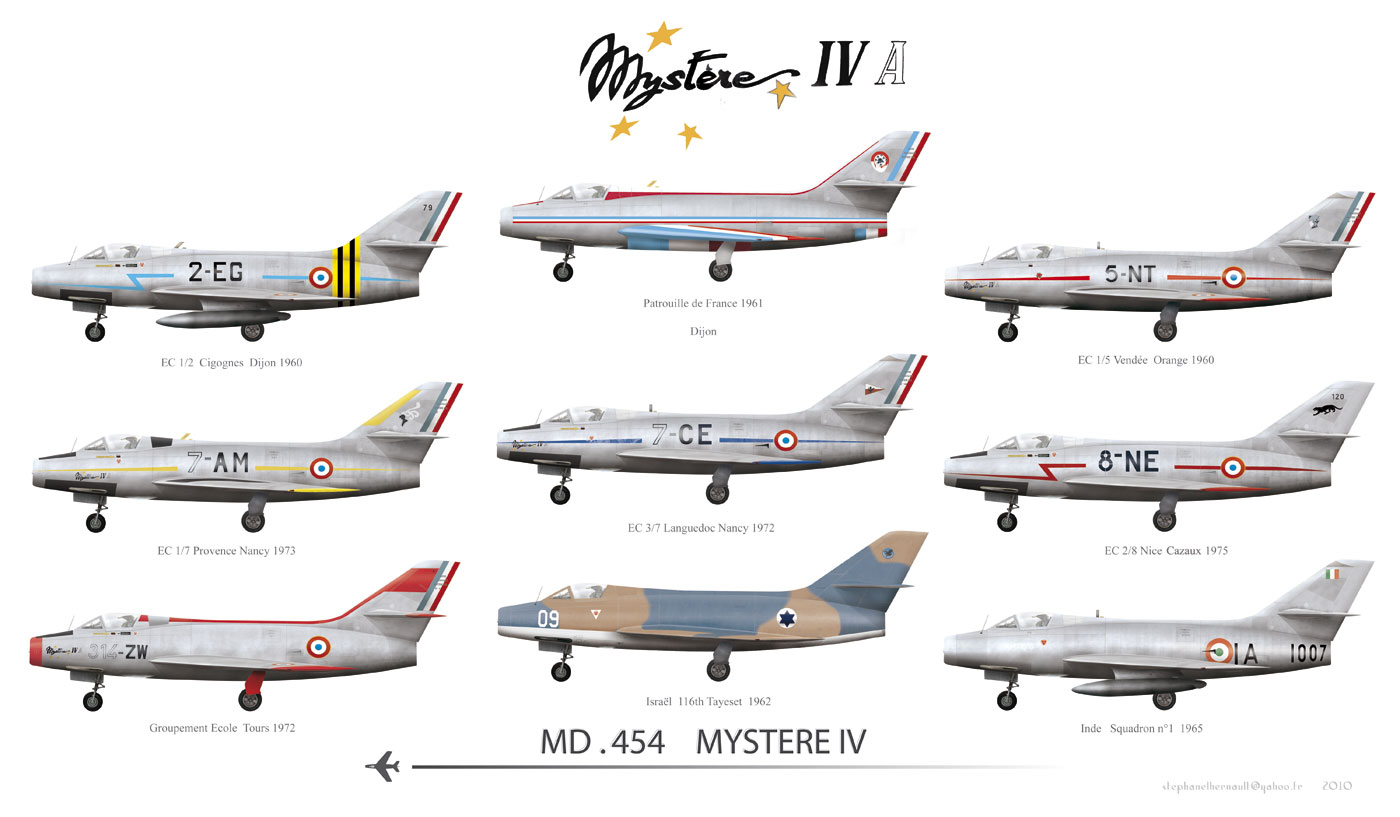
Dassault Mystère IV MD 454.

Bordeaux-Aéronautique est dissoute le 21 mai 1947 ; la société reprend son activité et conçoit rapidement, en 1947, pour l'armée de l'air française, un bimoteur de transport et de liaison, le MD 315 Flamant, à partir des plans du Ba 30.
Marcel Bloch change son nom en Marcel Dassault, ce patronyme ayant été, pendant la guerre, le pseudonyme de son frère Paul, un des chefs de la Résistance. La « Société des Avions Marcel Bloch » devient la « Société des Avions Marcel Dassault » le 20 décembre 1947.
Le 9 mai 1949, le Conseil d'administration de la « Société Talence Avions Marcel Dassault » décide, pour prévenir une éventuelle fermeture de l'usine de Talence située en ville, d'ouvrir une usine sur l'aérodrome de Mérignac pour le montage et les essais en vols du Flamant. En effet, c'est la volonté du ministère de l'Air de l'époque. Par la même occasion, « Talence Avions Marcel Dassault » devient « Mérignac Avions Marcel Dassault ».
Le 22 février 1950, le colonel Auguste Le Révérend est nommé gérant directeur général des trois filiales, car Marcel Dassault souhaite se présenter aux élections législatives. Il conserve la direction technique et industrielle en tant qu'ingénieur conseil.

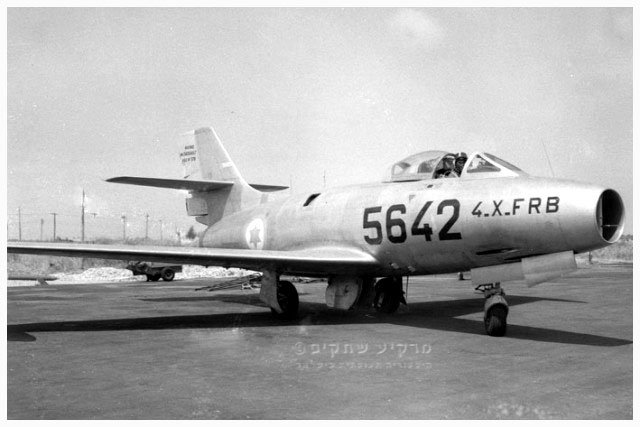
Dassault Ouragan israëlien en 1965.

C'est l'aviation à réaction, en 1951, qui permet à Dassault de réaliser les premières exportations (Inde, Israël) de l'industrie aéronautique française d'après-guerre. En effet de sa propre initiative, Dassault se lance dans l'étude du MD-450 Ouragan qui est le premier avion à réaction de conception française construit en série, il marque une étape importante dans l'histoire de l'aéronautique nationale française.

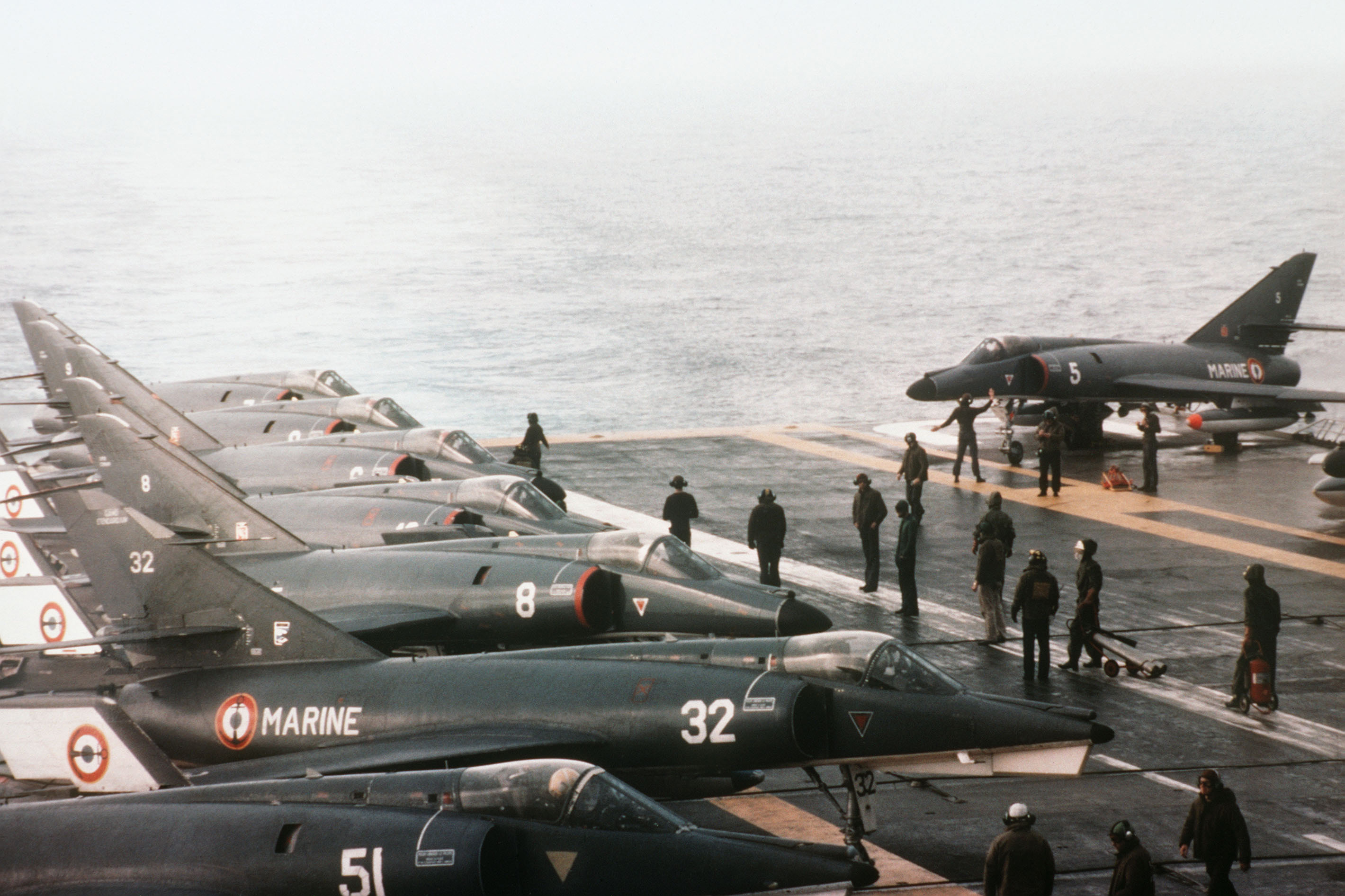
Étendard IVM et Super Étendard sur le Foch en 1983.

Directement dérivé de l'Ouragan, le Mystère II est le premier avion français à franchir le mur du son en 1952, avec le pilote Roger Carpentier. Le MD 454 Mystère IV consacre le succès de Dassault lorsque les États-Unis en commandent 225 appareils dans le cadre d'un accord de l'OTAN. Des appareils issus de cette lignée, l'Étendard IV M et son successeur, le Dassault Super-Étendard équiperont ultérieurement (en 1962 et 1978) les porte-avions français Clemenceau et Foch, ainsi que la marine argentine.
Continuant sa politique de création de filiales correspondant à leur implantation géographique, il crée la « Société Villaroche base aérienne Marcel Dassault »[réf. nécessaire]. Sa gérance en est confiée à Auguste le Révérend et la direction à Pierre Robert. Elle fabrique des éléments d'avions mais surtout effectue la mise au point des prototypes pour le compte de « Saint-Cloud Avions Marcel Dassault ».
Le 27 juin 1952, le conseil d'administration de la « Société Villaroche base aérienne Marcel Dassault »[Information douteuse] décide de fusionner avec « Saint-Cloud Avions Marcel Dassault ».
La Société des avions Marcel Dassault se spécialise. En 1953, le Département Réacteurs est créé. L'année suivante, c'est le Département Électronique qui s'installe à Argenteuil.
Le 10 février 1954, Bention Grebelsky, qui vient de changer son nom en Benno Claude Vallières (son nom de guerre), est nommé second gérant de Saint-Cloud Avions Marcel Dassault.
Conformément aux directives gouvernementales encourageant le regroupement des entreprises, Marcel Dassault décide de concentrer toutes ses sociétés d'aviation en une seule : la société Saint-Cloud Avions Marcel Dassault. Le 24 juin 1955, il notifie au Comité de Direction que Benno Claude Vallières sera dans l'avenir le gérant de l'ensemble des activités aéronautiques Marcel Dassault, Cellule, Moteur et Électronique.

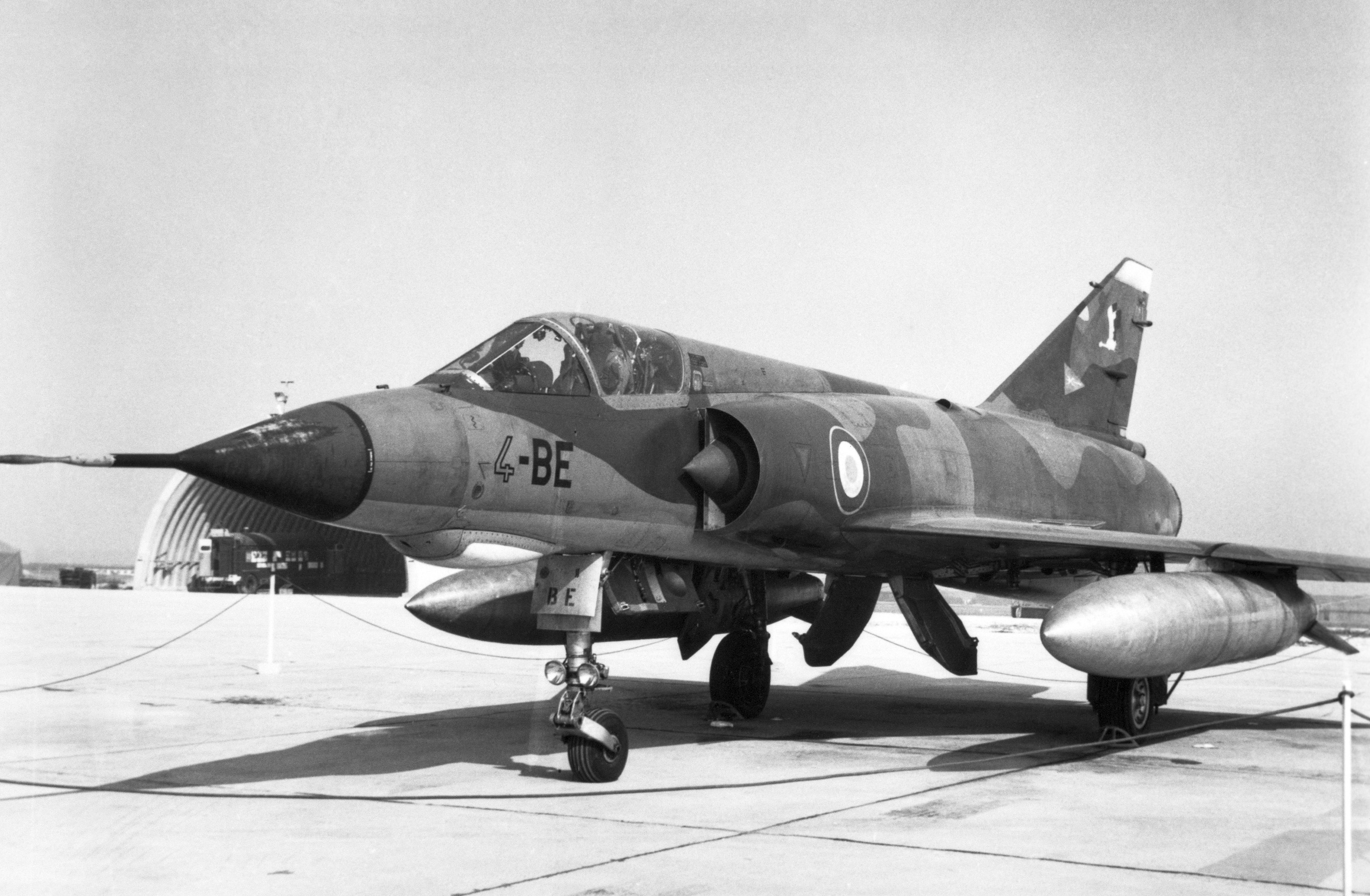
Un Mirage IIIE de l'Escadron de Chasse 2/4 La Fayette en 1986.

Le 1er janvier 1956, la Générale aéronautique Marcel Dassault (GAMD), dont la gérance est confiée à Benno Claude Vallières, est créée en réunissant les trois sociétés Mérignac Avions Marcel Dassault, Boulogne Avions Marcel Dassault et Saint-Cloud Avions Marcel Dassault.
Le premier vol du prototype MD 550-01 a lieu le 25 juin 1955 démarrant le programme Mirage III qui marque le passage à Mach 2 et une nouvelle augmentation à l'exportation en mettant en place la famille d'avions Mirage.
En 1957, est créé le Département Engins pour l’étude d’engins air-sol et sol-sol.

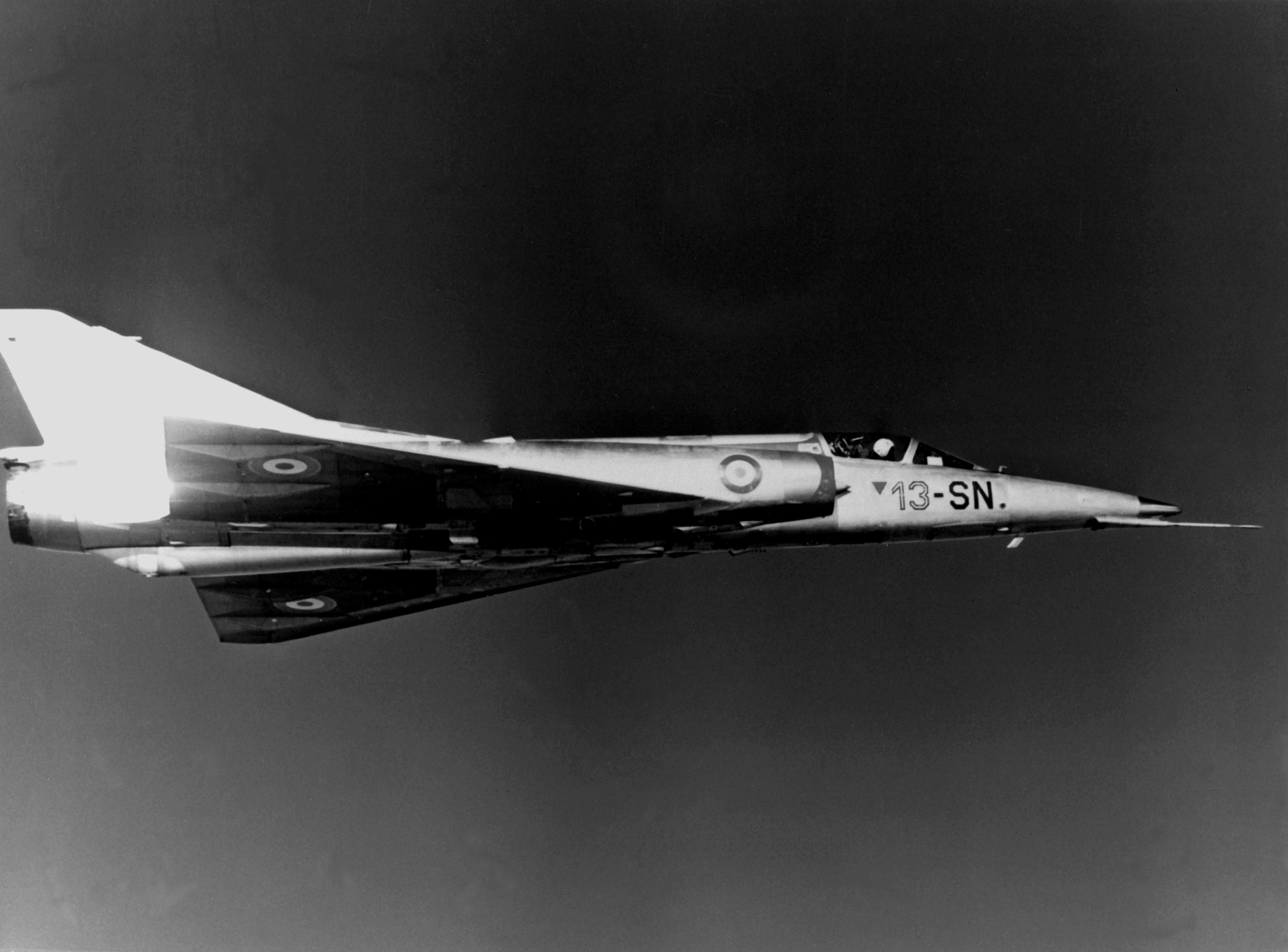
Mirage 5F du 3/13 Auvergne dans les années 70.

La coopération de Sud-Aviation avec la Générale aéronautique Marcel Dassault (GAMD) amorcée auparavant se poursuit dans les années 1960 pour des avions civils (Super-Caravelle, Mystère 20 et Mercure) et militaires (Balzac, Mirage III V, Spirale). Elle se réitère avec le Concorde, avec la British Aircraft Corporation et Sud-Aviation.
Le département des ventes à l’étranger qui est chargé de la prospection et de la vente est réorganisé le 26 avril 1961, séparant les deux activités civile et militaire de façon distincte.
L’activité électronique de Dassault s’étant beaucoup développée, le Centre d’études et de recherches électroniques (CEREL) est créé et s’installe à Saint-Cloud. Le 31 mars 1962, il change de statut pour être une SARL, Électronique Marcel Dassault, puis, le 28 janvier 1963, une Société anonyme en gardant le même nom.
En 1962, un nouvel ensemble industriel est créé à Argonay en Haute-Savoie (appelée alors Argonnex).
Le début des années 1960 marque le lancement par Dassault d’avions civils de qualité. Des solutions techniques venant du bimoteur de liaison Communauté couplées à d'autres, prises du Mystère IV, permettent de créer le biréacteur d'affaires Mystère-Falcon 20, premier avion de la famille Mystère-Falcon. Une fois encore, les États-Unis apportent la consécration à un produit de la société puisque c'est la Pan Am qui, la première, commande en série cet appareil et lui ouvre les portes du marché américain.

#### Mise en place de l’électronique

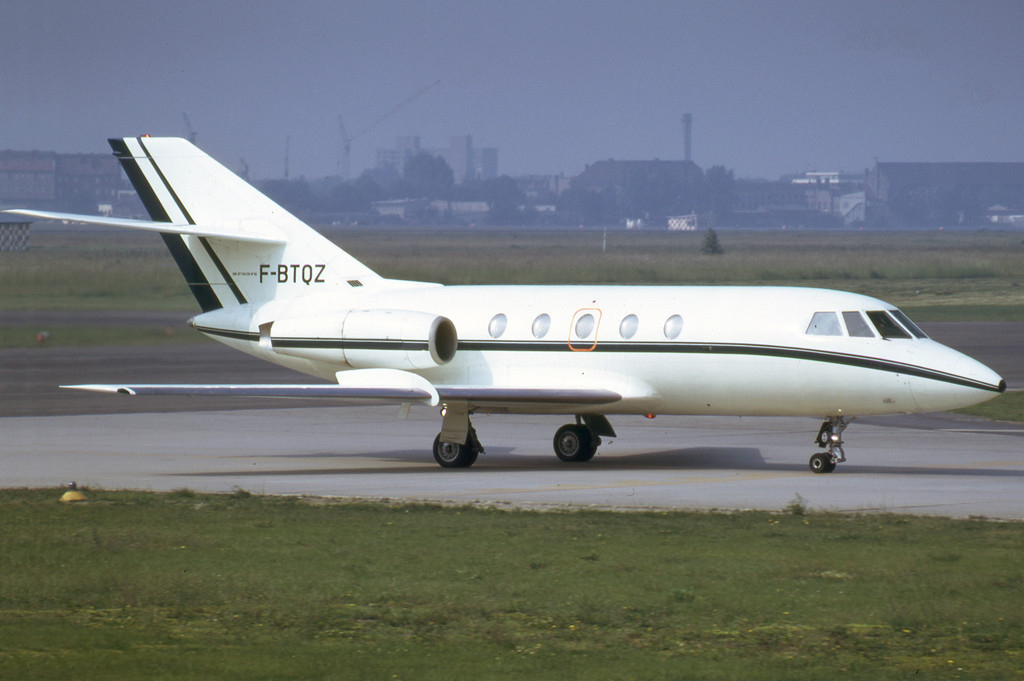
Dassault Falcon 20 en 1974.

En 1965, Marcel Dassault décide de changer la raison sociale : le nom de Générale Aéronautique Marcel Dassault ne reflète plus l’activité de la société du fait du départ du Département Électronique. Il en revient donc à son nom d’origine : Société des avions Marcel Dassault.
En 1967, la Guerre des Six Jours entre Israël et ses voisins arabes assoit définitivement la renommée de la qualité des appareils Dassault.
La participation à la force nucléaire française à travers le programme Mirage IV permet à Dassault d'acquérir des techniques nouvelles notamment dans le domaine des hautes températures. La diversification des recherches dans le décollage vertical (Balzac V) et la flèche variable (Mirage G) est lancée. Les programmes d'avions à ailes en flèche développés dans le même temps donnent naissance au Mirage F1 qui équipe onze armées de l'air dans le monde.[Lesquelles ?]
Le transport civil est également abordé avec le Mercure, biréacteur petit et moyen-courrier de 150 places dont s'est équipé Air Inter.
Le 27 juin 1967, à la demande de l'État, la Société rachète Breguet Aviation qui garde son individualité juridique, technique, industrielle et commerciale. Son bureau d'études travaille avec celui de Dassault, mais il conserve son homogénéité. À compter du 1er avril 1971, les deux sociétés se rapprochent aboutissant à une fusion. Elle est approuvée le 14 décembre 1971 (avec effet rétroactif au 1er janvier 1971). La raison sociale est aussi modifiée en Avions Marcel Dassault-Breguet Aviation (AMD-BA).
Ce rapprochement permet une plus large ouverture à la coopération internationale par l'intermédiaire des programmes d'avion de patrouille maritime Atlantic puis Atlantique 2, d'avion d'attaque et d'appui Jaguar et d'avion d'entraînement Alpha Jet. L'adaptation aux techniques de pointe se poursuit au cours des années 1970 avec le programme d'avions de chasse à aile delta Mirage 2000 et le Mirage 4000 qui voient l'introduction d'innovations technologiques telles que les matériaux composites et les commandes électriques de vol. Le logiciel de Conception et Fabrication Assistées par Ordinateur (CFAO) CATIA, commercialisé dans le monde entier, met en avant le savoir-faire de Dassault dans le domaine de la haute technologie.
C'est en 1974, à Little Rock, que Dassault Aviation a installé son usine de finition des avions d'affaires Falcon. Convoyés green (en peinture d'apprêt) depuis la France (Mérignac), ils reçoivent sur place tous leurs équipements définitifs, aménagements intérieurs et peinture selon la demande des clients.[passage promotionnel]
La veille technologique dans le domaine spatial permet, dès les années 1960, le lancement du missile MD-620, l'étude des transporteurs spatiaux TAS 1 et 2 ainsi que d'un projet de protection thermique pour la navette spatiale américaine. Dassault Aviation réalise les principaux éléments[Lesquels ?] de la chaîne pyrotechnique de la fusée européenne Ariane.
En 1984, AMD-BA prend une participation majoritaire de 70 % dans la société SOGITEC qui devient filiale de Dassault spécialisée dans la simulation d'entraînement et la documentation technique informatisée.

### 1986-2000: rationalisation des effectifs
Le groupe Dassault qui jusqu'alors était considéré comme un fleuron de l'industrie française, commence à subir à partir de janvier 1986 de violentes critiques dans les médias qui répandront souvent l'idée que le groupe est en difficulté, en particulier parce que le Rafale sera un échec financier et commercial pour de nombreux commentateurs.

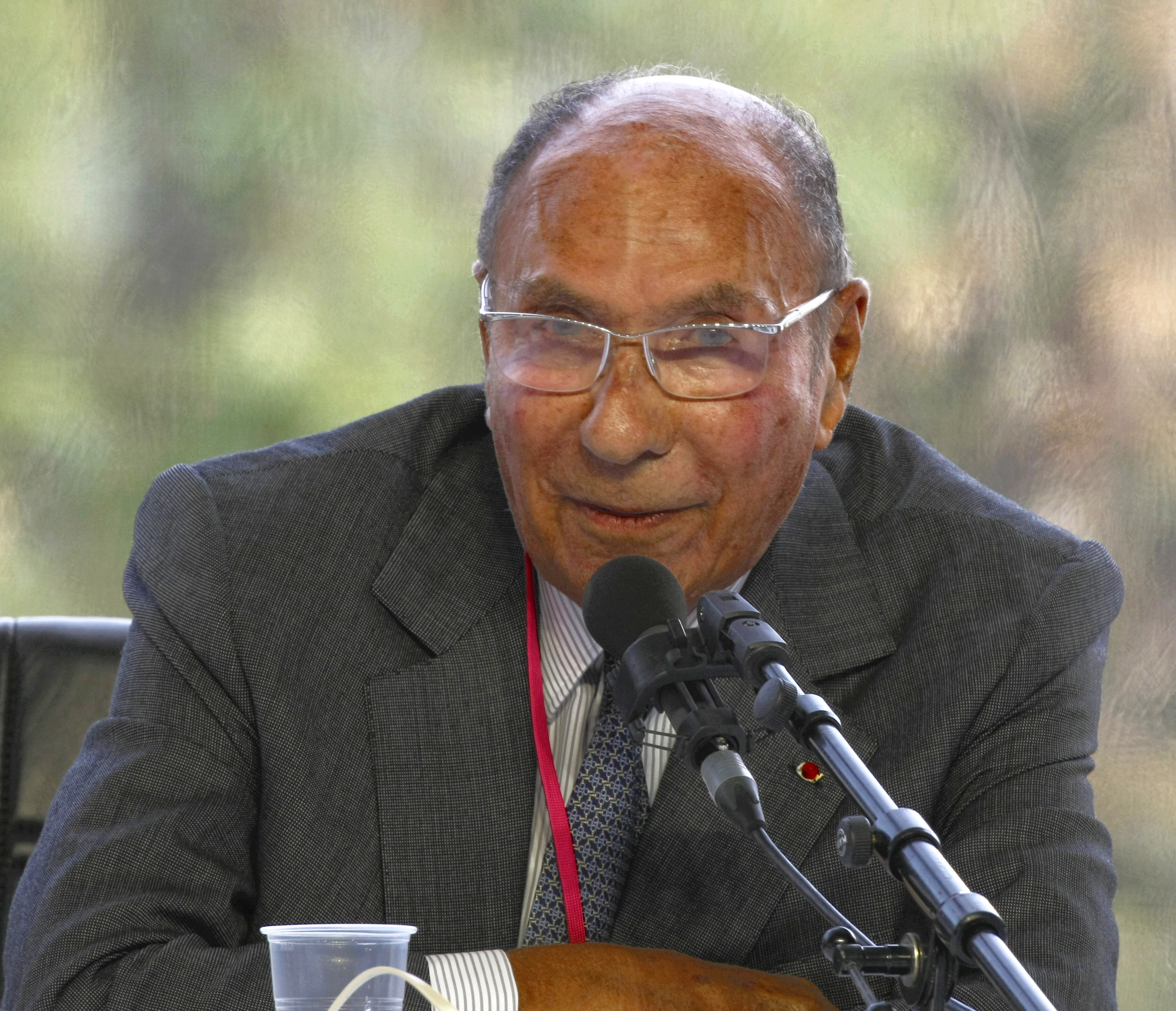
Serge Dassault.

Marcel Dassault décède le 17 avril 1986 et son fils Serge devient président des AMD-BA le 29 octobre.
Face à la régression du marché aéronautique mondial, aussi bien dans le domaine militaire que dans le domaine civil, il apparaît que le potentiel de production de la société est beaucoup trop important et qu'il convient de le diminuer rapidement. C'est ainsi qu'entre 1987 et 1992, les effectifs spécifiques fabrication passent de 6 200 à 3 000 pour atteindre 2 400 fin 2000, soit une diminution de 60 %. De 1986 à 1996, le nombre de salariés est passé de 16 000 à 9 000. La préparation du XXIe siècle passe par une rationalisation industrielle et une adaptation des activités civiles et militaires.
Le 6 octobre 1987, lors du comité central d'entreprise, Serge Dassault annonce un plan industriel de relance qui prévoit 5 % de gain de productivité par an pendant 5 ans avec la fermeture de quatre sites : Sanguinet, Villaroche, Boulogne et Istres usine.
En 1988, le 9, Rond-point des Champs-Élysées devient le nouveau siège social et la Générale de mécanique aéronautique (GMA) est intégrée aux AMD-BA avec la fusion des bureaux d'études prototype et série.
En mars 1989, le site de Toulouse-Colomiers est fermé.
Le 4 décembre 1989, Benno-Claude Vallières, président d'honneur des AMD-BA, décède.
Le 19 juin 1990, AMD-BA devient Dassault Aviation.

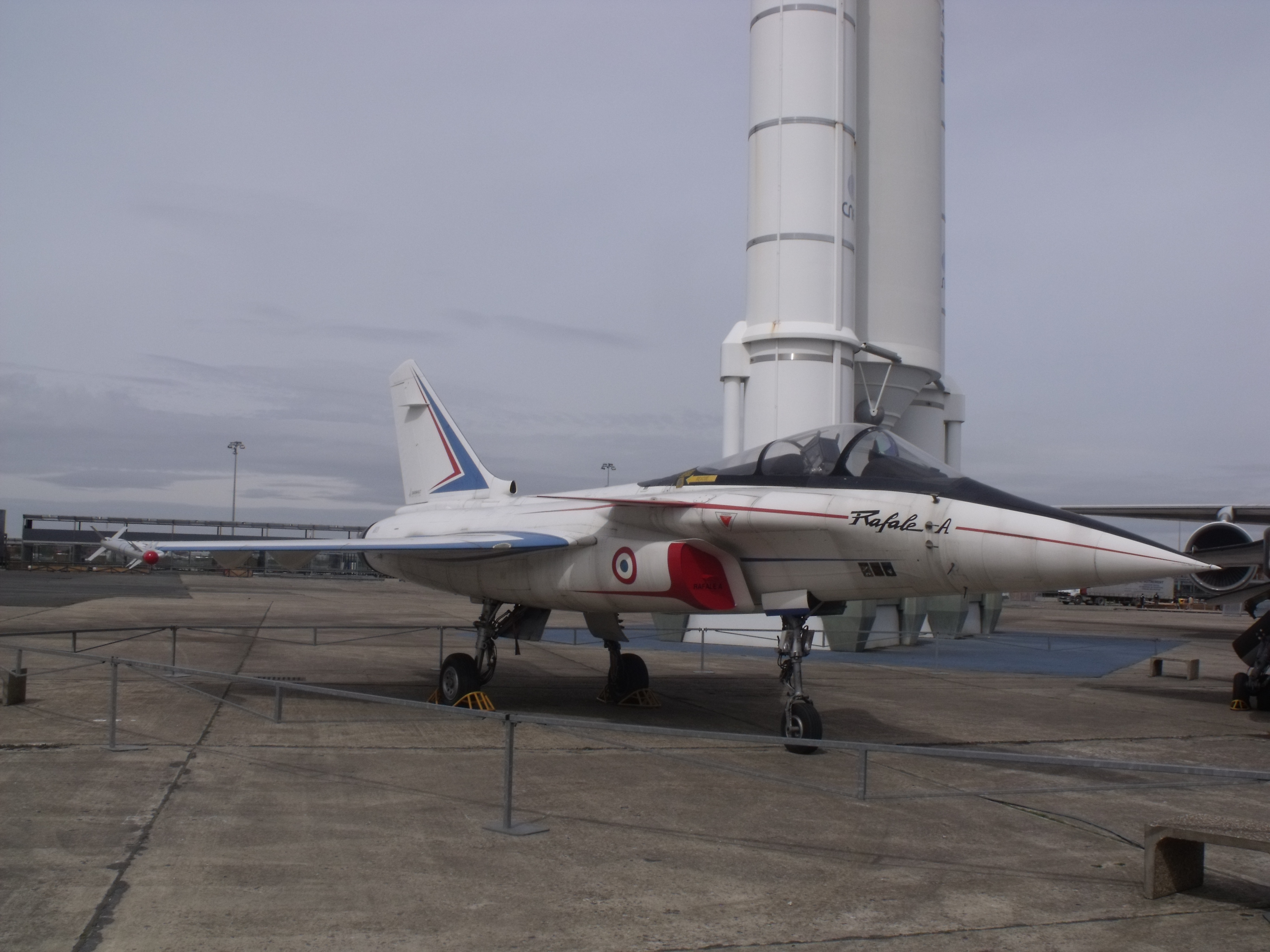
Prototype Dassault Rafale A.

En 1991, les Rafale C01, Rafale M01 et Mirage 2000-5 effectuent leurs premiers vols. L'année suivante, l'atelier de construction des prototypes est transféré de Saint-Cloud à Argenteuil et les ateliers de fabrications des commandes de vol sont transférés à Argonay.
Le 17 septembre 1992 est signé un accord de coopération avec Aérospatiale et le 23 décembre, un communiqué du ministre de la Défense et du ministre de l'Économie et des Finances annonce un rapprochement structurel entre l’Aérospatiale et Dassault Aviation ainsi que le renforcement dans leur capital de la Société de gestion et de participations aéronautiques (SOGEPA), holding regroupant une partie des participations de l'État dans les deux groupes.
Les premiers vols du Rafale B01 et du Falcon 2000 sont réalisés en 1993.
En 1995, a lieu le premier vol du Falcon 900EX et Falcon Jet Corporation devient Dassault Falcon Jet.
Le 16 octobre 1998 se tient l’inauguration de la nouvelle usine de Dassault Falcon Jet à Little Rock.
En 1999, pour la première fois dans l'histoire de la société, la part de l'activité civile dans le chiffre d'affaires de la société est plus importante que la part de l'activité militaire (68 % contre 32 %).

### 2000-2015: début de la conception par ordinateur
Le 4 avril 2000, Charles Edelstenne succède à Serge Dassault en tant que président-directeur général.

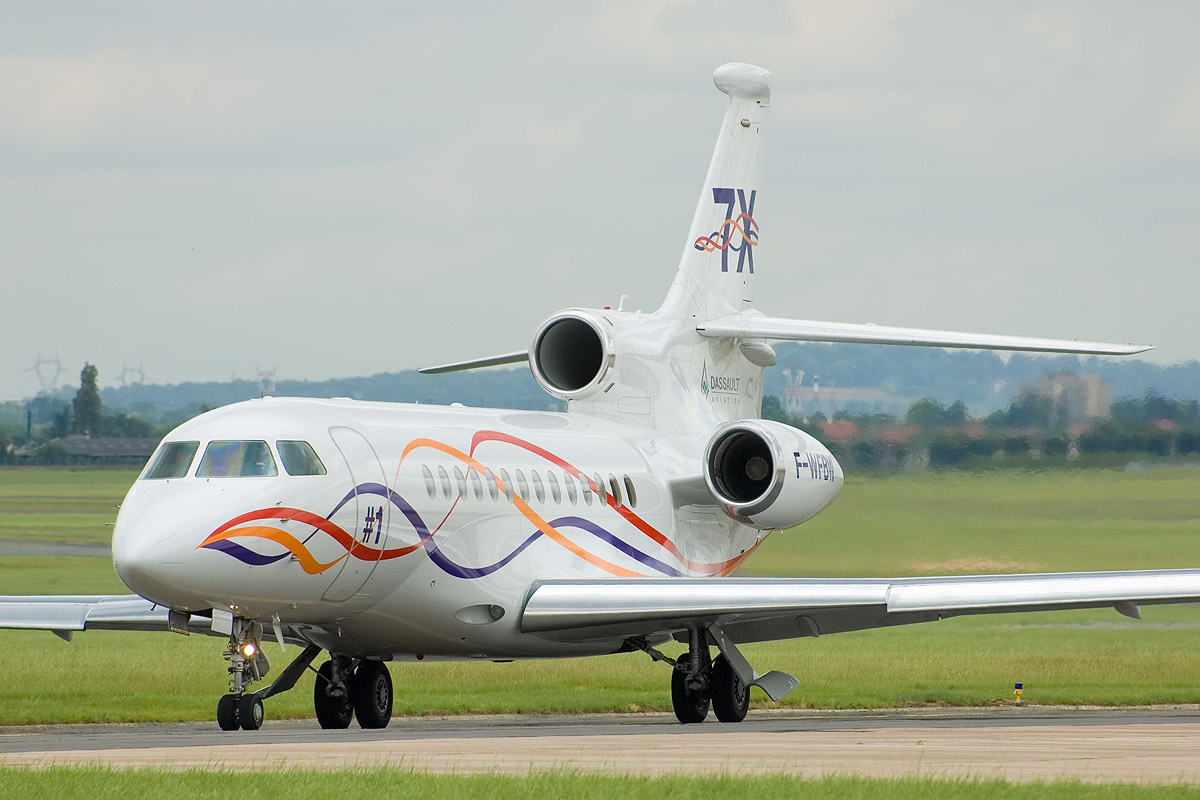
Dassault Falcon 7X.

La société américaine Atlantic Aviation basée à Wilmington, Deleware, est achetée en octobre 2000.
Le 18 décembre 2000, Dassault Aviation est la première société française certifiée Iso 9001/2000 par le BVQI.
En une quinzaine d'années, grâce au développement de l'informatique, les bureaux d'études industriels sont passés de la planche à dessin à l'ordinateur modélisant en volume : la maquette physique a disparu au profit de la maquette numérique virtuelle permettant de produire un premier objet directement opérationnel. Cette véritable révolution industrielle a été possible grâce aux logiciels de gestion de cycle de vie des produits (PLM : Product Lifecycle Management) de Dassault Systèmes.
La technologie du « plateau virtuel », permettant de faire travailler, ensemble et de manière simultanée, tous les bureaux d’études dans des délais courts, a été déployée pour le programme du tri-réacteur Falcon 7X.
C'est ainsi que, pour la première fois, les pièces primaires et l’assemblage physique du premier Falcon 7X, à Bordeaux-Mérignac, ont été réalisées sans le moindre ajustement ou rattrapage.
Dassault Aviation fait partie des cinq créateurs, en 2009, de BoostAeroSpace, le hub numérique aéronautique européen.
Atteint par la limite d'âge de 75 ans Charles Edelstenne est remplacé le 9 janvier 2013 par Éric Trappier.

### Depuis 2016: succès commercial du Rafale

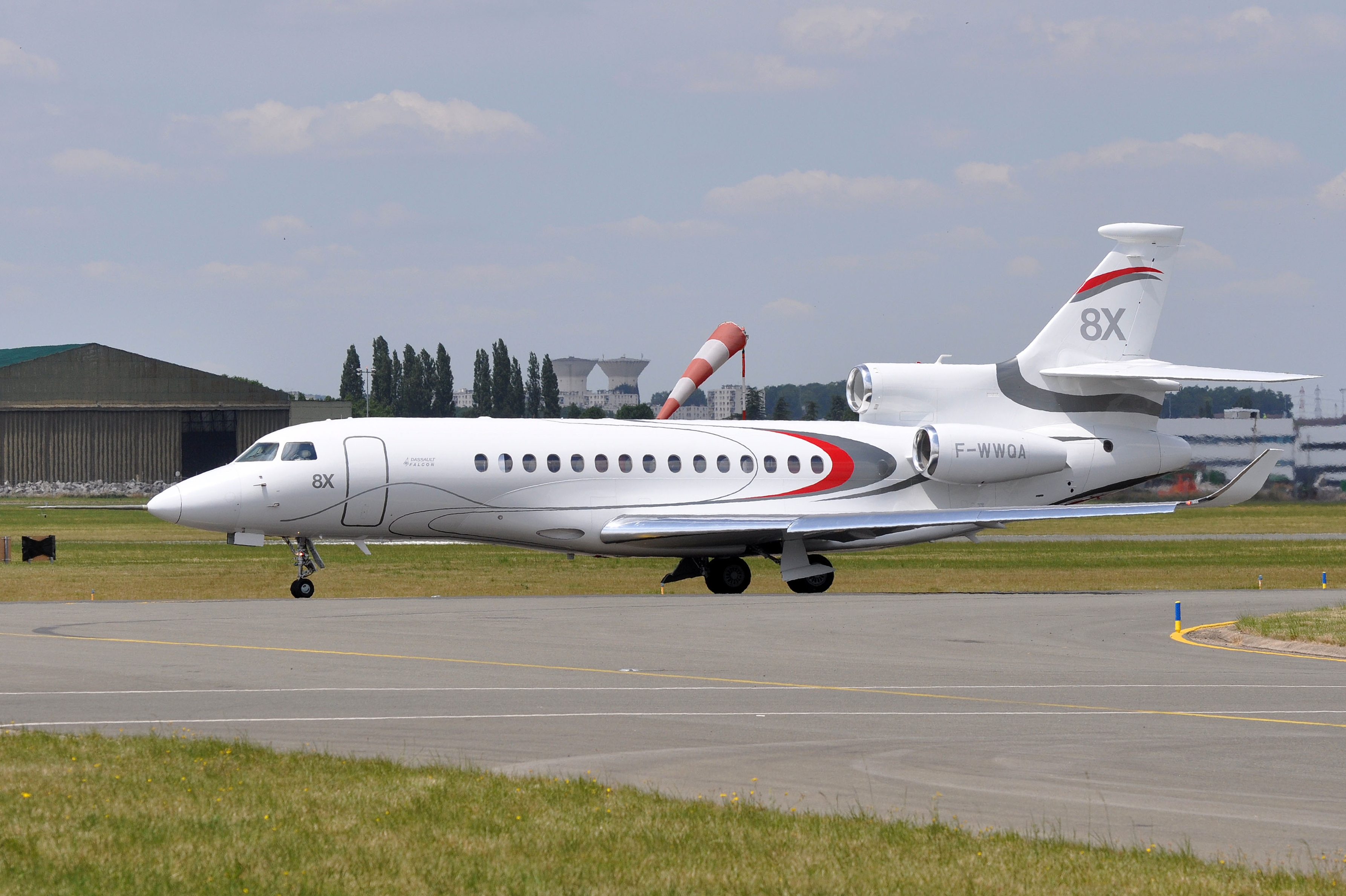
Dassault Falcon 8X.

La première production en série de Marcel Dassault, l'Hélice Éclair, s'était montrée efficace dans la défense du ciel de Verdun, il y a 100 ans, en 1916,. À cette occasion, le 14 octobre 2016, La Poste émet un timbre commémoratif.
Pour ce centenaire, un spectacle grand format a été présenté au Grand Palais en avril 2016,,.
Commercialement, 2016 restera marquée par deux événements majeurs :
- un nouveau succès du Rafale avec la vente de 36 Rafale à l’Inde,
- la première livraison d’un Dassault Falcon 8X, le 5 octobre 2016[25], faisant suite à sa certification en juin 2016 par l’EASA[26] et la FAA.

En mai 2017, le Dassault Falcon 8X, triréacteur à très long rayon d’action, a obtenu l’approbation pour opérer sur le London City Airport, l’un des aéroports les plus difficiles d’accès au monde.
Au premier semestre 2021, le constructeur aéronautique français annonce avoir réalisé un chiffre d'affaires consolidé de 3,1 milliards d'euros porté par les ventes de Rafale.
Sur l'ensemble de l'année 2021, Dassault annonce le doublement de son bénéfice net par rapport à 2020, soit un montant total de 605 millions d'euros. Des chiffres positifs en lien avec l'augmentation du nombre de commandes (notamment pour les Rafale), multiplié par trois à 12,1 milliards d'euros.
Le 28 février 2018, deux mois après l'annulation du Falcon 5X, Dassault Aviation présente le Dassault Falcon 6X capable de parcourir 10 200 kilomètres sans escale et d'accueillir 16 passagers. Le premier vol est prévu en 2021.
Le Dassault Falcon 6X reçoit la certification de type de l'EASA et de la FAA le 22 août 2023. Dassault annonce l'entrée en service du Falcon 6X le 30 novembre 2023.
Inventeur du logiciel de conception assistée par ordinateur, CATIA (« Conception Assistée Tridimensionnelle Interactive Appliquée ») qui permit la création en 1981 de Dassault Systèmes pour en assurer le développement et la maintenance, Dassault Aviation adopte fin mai 2018 la plateforme 3DEXPERIENCE de Dassault Systèmes pour remplacer l’ensemble des solutions PLM (Product Lifecycle Management) des programmes d’aéronefs civils et militaires.
Fin avril 2018, Dassault Aviation et Airbus s’associent pour développer le Système de Combat Aérien Futur (SCAF) amené à compléter puis à remplacer les Eurofighter et les Rafale actuellement en service, entre 2035 et 2040.
Serge Dassault meurt soudainement à son bureau au siège du groupe Dassault, sis au rond-point des Champs-Élysées-Marcel-Dassault, à Paris, le 28 mai 2018, d'une défaillance cardiaque. Ses obsèques sont célébrées le 1er juin 2018 aux Invalides.
Le 12 juin 2018, Dassault Aviation, Thales et Safran (GIE Rafale International) signent avec Thales Belgique un accord de partenariat visant à développer en Belgique « un centre d’excellence industriel en cybersécurité. […] cet accord s’inscrit dans le cadre de la proposition de partenariat stratégique franco-belge relatif à l’avion de combat ».

### 2024: lancement du Rafale standard F5
Attendu pour 2033, le standard F5 est la deuxième génération de chasseurs connectés, qui permettra au Rafale d'être accompagné d'un drone furtif de combat, capable d’emporter le futur missile nucléaire hypersonique, l'ASN4G,,.
Le drone de combat collaboratif « bénéficie des acquis » du nEUROn.

### 2025: Dassault Falcon Archange
Le Dassault Falcon Archange (Avion de Renseignement à CHArge utile de Nouvelle GEnération) est un avion de reconnaissance et de guerre électronique basé sur un Falcon 8X. Il est lancé en 2018 en vue de fournir trois avions à l'Armée de l'air française dans le cadre du programme « Capacité Universelle de Guerre Électronique » (CUGE), et remplace les deux C-160G Gabriel. Il effectue son premier vol en 2025.

## Activités du groupe Dassault Aviation

### Aéronautique
La gamme des avions d'affaires Falcon représente plus de 36 % de l'activité du groupe Dassault Aviation en 2024. Pres de 2100 Falcon sont soutenus dans le monde.
Avec 31 avions neufs Falcon livrés en 2024 (26 en 2023), Dassault Aviation occupe la position de no 3 mondial avec une part de marché de 15 % face au nouveau leader Américain Gulfstream Aerospace (filiale de General Dynamics) et son challenger Canadien Bombardier.
| Constructeurs        | Unités | Produits                                          | Chiffres d'affaires en $ |
| -------------------- | ------ | ------------------------------------------------- | ------------------------ |
| Bombardier           | 163    | Learjet, Challenger 300, Global 5000, Express XRS | 5 873 000 000            |
| Gulfstream Aerospace | 115    | G150, G350, G450, G500, G550, G650                | 6 235 800 871            |
| Dassault Falcon Jet  | 49     | Falcon 2000, Falcon 900, Falcon 7X                | 2 170 000 000            |

Avec une position de 2e acteur européen, les avions militaires de Dassault Aviation sont utilisés par plus de vingt pays dans le monde autour de deux avions de combat :
- Mirage 2000 est une référence sur le plan de la disponibilité, de la maintenance, de l'interopérabilité et des performances. 470 Mirage 2000 sont en service dans neuf armées de l'Air à travers le monde et la flotte de Mirage 2000 compte, à son actif, plus d'1,8 million d'heures de vol.
- Rafale est le premier avion à aile delta avec un empennage canard rapproché conçu pour se poser sur un porte-avions. Ainsi, en octobre 2024, une campagne d’essais Rafale Marine sur le porte‑avions Charles‑de-Gaulle a validé les fonctionnalités d’aide à l’appontage développées dans le cadre du standard F4. À terme, 26 Rafale Marine pour l’Indian Navy rejoindront les 36 Rafale déjà en service dans l’Indian Air Force[46]. 147 exemplaires de Rafale ont été livrés aux forces armées françaises sur un total de 199 Rafale livrés dans le monde à fin 2019.

Dassault construit des avions de patrouille maritime basés sur les avions d'affaires Falcon.
Depuis le début du programme Rafale, ce sont au total 507 Rafale qui ont été commandés à fin 2024 : 273 Rafale Export et 234 Rafale France.
Dassault est le maître d’œuvre du Neuron, un démonstrateur de drone de combat européen qui a effectué son premier vol le 1er décembre 2012 et qui préfigure le système de combat aérien futur, drone de combat qui devrait être opérationnel en 2030.
Le groupe est également associé à Airbus Defence and Space et à Finmeccanica (à partir de 2016 Leonardo-Finmeccanica) pour la réalisation du MALE 2020, un drone volant à moyenne altitude et de grande autonomie destiné aux armées françaises, allemandes et italiennes. En 2018, la revue de spécification du système est passée et une maquette à l’échelle 1 est présentée au salon aéronautique international de Berlin. Le 26 avril 2018, Airbus, Dassault Aviation et Leonardo réaffirment leur engagement total envers le premier programme de drone MALE 100 % européen, avec un contrat de réalisation prévu en 2019.

### Activités spatiales
- Les systèmes sols de télémesure contribuent à chacun des tirs des lanceurs européens Ariane et Vega ou russes Soyouz depuis la Guyane.
- Le développement du missile MD-620 a permis de démarrer une activité d’études de véhicules spatiaux comme les lanceurs réutilisables TAS (1964-1966) et STAR-H (1986-1992), des véhicules de retour d'orbite avec la participation au programme de l'avion spatial européen Hermès (1985-1993) et au programme X-38 de la Nasa (définition de la forme du véhicule et essais en vol). Sur la base des travaux réalisés pour ces 2 programmes (Avion spatial Hermès et le corps portant X-38), Dassault Aviation étudie des projets de véhicules suborbitaux réutilisables et aéroportés, inhabités (famille VEHRA) et habités (VSH). Vehra pourrait placer, en version intermédiaire dite Medium, des satellites de 250 kg en orbite basse tandis que le VSH est prévu pour le transport de six passagers à la frontière de l’espace.
- Dassault Aviation continue de promouvoir l’utilisation des avions d’armes pour aéroporter des mini lanceurs (projet MLA) destinés à placer en orbite basse des petits satellites.
- Les activités pyrotechniques s'appliquent pour contribuer à la sécurité des équipages (systèmes d'initiation de sièges éjectables, de séquencement intersiège pour les avions de combat biplaces et des dispositifs de fragilisation et de découpe de verrière) et à de nombreux composants destinés aux lanceurs Ariane-5 et Vega, et au véhicule de ravitaillement de la station spatiale ATV (Automated Transfer Vehicle).
- En 2025, à l'occasion du Salon du Bourget, le ministère français des armées annonce la signature avec Dassault d'une convention de soutien pour le développement de son avion spatial Vortex[49]. Ce véhicule aurait des applications à la fois civiles et militaires, telles que le transport vers les stations spatiales, la récupération d'objets dans l'espace ou le largage de charges utiles[50].

### Services et soutien aux clients
Dassault Aviation a développé un réseau mondial de centres d’entretien, disponibilité des pièces détachées, support AOG et services de formation et a été désigné leader du marché des avions d’affaires en matière de support produit.
- Dassault Falcon Jet, implantée aux États-Unis (direction générale à Teberboro / New Jersey et sites industriels à Wilmington / Deleware et à Little Rock / Arkansas), commercialise les avions Falcon et en réalise les aménagements. En 2016, Dassault Falcon Jet emploie 2 453 collaborateurs et réalise un chiffre d'affaires de 1 100 millions d'Euros.
- Dassault Falcon Service, implantée sur l’aéroport Paris-Le Bourget, France, est la plus grande station-service au monde dédiée aux Falcon pour les opérations de maintenance et également pour la location de Falcon dans le cadre d'une activité de transport public de passagers. En 2016, Dassault Falcon Service emploie 600 collaborateurs et réalise un chiffre d'affaires de 165 millions d'euros.
- Midway aux États-Unis assure la révision et la réparation d'équipements aéronautiques civils pour les équipementiers français, fournisseurs pour les Falcon ou d'autres avions.
- Dassault Falcon Jet a été agréée comme société membre de l’International Aerospace Environmental Group (IAEG), en janvier 2012, en reconnaissance de sa démarche en faveur de la protection de l’environnement, dans l’esprit du Pacte Mondial de l’ONU (Global Compact).
- En 2024, le réseau de centres de maintenance Falcon s'est renforcé avec la mise en service d’un centre de maintenance à Kuala Lumpur, en Malaisie, et la poursuite de la construction d’une station-service à Melbourne en Floride[4],[52].

### Systèmes aéronautiques et de défense
Sogitec Industries, fondée en 1964 et filiale à 100 % de Dassault Aviation depuis 1984, fournit aux forces armées et aux opérateurs d’aéronefs civils une gamme complète de produits et services de simulation, formation et de soutien.
En 2017, Sogitec a réalisé un chiffre d'affaires de 95 M€, dont 50% à l'export, et en consacre 10 % à la recherche et développement. Ses principaux clients sont les forces françaises et étrangères, la Délégation générale pour l'Armement (DGA), Dassault Aviation, Eurocopter, Lockheed Martin, Thales, BAE Systems et CAE.
Implantée en France à Suresnes, Mérignac et Bruz, Sogitec emploie 400 collaborateurs et opère dans les domaines de la simulation et de la documentation technique pour les systèmes aéronautiques et de Défense autour des technologies suivantes :
- systèmes de génération d'images et maîtrise des bases de données géographiques ;
- systèmes optiques de présentation d'images innovants ;
- architectures distribuées de simulation ;
- exploitation des données du PLM (solutions de gestion du cycle de vie des produits) et l'amélioration des outils d'élaboration et d'exploitation de la documentation technique.

En octobre 2023, Sogitec a inauguré une nouvelle unité de production de simulateurs à Bruz.
Cette nouvelle unité de production permettra de fournir aux utilisateurs des avions de combat RAFALE, des hélicoptères NH90 et des hélicoptères interarmées légers, les simulateurs nécessaires à la formation, l’entrainement et la préparation opérationnelle. Elle répondra également aux nouveaux besoins en matière de simulateurs de drones.

## Données économiques

### Actionnariat
Au 7 mars 2025.
| Groupe Industriel Marcel Dassault | 66,28% |
| Flottant                          | 22,94% |
| Airbus                            | 10,56% |
| Dassault Aviation                 | 0,22%  |

### Droits de vote
Au 7 mars 2025.
| Groupe Industriel Marcel Dassault | 79,70% |
| Flottant                          | 13,95% |
| Airbus                            | 6,35%  |

### Structure du groupe
Le groupe Dassault Aviation est un groupe international qui englobe la majeure partie de l'activité aéronautique du Groupe Dassault.
Le groupe Dassault Aviation détient :
- 100% de Dassault Falcon Service (France) ;
- 100% de Dassault Falcon Jet Corp. (Etats-Unis) ;
- 100% d’ExecuJet MRO Services (Afrique du Sud, Australie, Belgique, Émirats Arabes Unis, Malaisie) ;
- 100% de Dassault Aviation Business Services (Suisse) ;
- 100% de Sogitec Industries (France) ;
- Et 26% de Thales (France).

### Financement des programmes
Dassault a autofinancé et lancé sur fonds privés le développement :
- de prototypes d'avions de combat (par exemple : Mirage III et Mirage F1), étudiés et construits avec la coopération technique et la participation industrielle des fabricants de réacteurs et d’équipements,
- d'avions civils (par exemple : Mystère-Falcon 20 et 10).

Ces initiatives de développement en autofinancement ont permis la réalisation d’importants programmes, mais certains n’ont pas connu la consécration de la production en série (les titres en italique correspondent aux programmes abandonnés).
- Flamant : En octobre 1946, Dassault lance les MB 301 et MB 303, commandés par l'État avec le moteur Béarn, et un avion, à peu près identique, le MD 315, lancé sur fonds propres, et équipé du Snecma 12 S Argus. C’est ce dernier qui est commandé en série sous le nom de Flamant.
- Le réacteur MD-30 : En février 1953, Marcel Dassault, constatant que les réacteurs français prévus pour les futurs avions de combat légers ne seraient pas prêts en même temps que les cellules, prend la licence du réacteur anglais Armstrong Siddeley Viper que sa société développe sur fonds propres sous la désignation MD-30.
- SMB-1 : Continuant le développement de la famille Mystère, la Société conçoit sur ses fonds propres, à partir du milieu de 1953, le Super-Mystère B 1.
- Mirage III : Dès la fin de 1955, il décide de lancer, sur fonds propres, une version monoréacteur Snecma Atar qui garde l’aile du MD 550 02, qui n’a jamais volé faute de réacteurs, et adopte la loi des aires pour le fuselage. La nouvelle étude prend le nom de Mirage III.
- MD 800 : En mai 1964, afin de participer à un nouveau programme OTAN destiné aux Marines de l'Alliance atlantique, la société Dassault a décidé d'étudier, sur ses fonds propres, un appareil biréacteur embarqué doté d’une aile à flèche variable : le MD 800.
- Mirage III E 2 : À la mi-1964, Marcel Dassault, conscient de l’impasse où conduisent les avions à gros moteurs, trop chers pour l’exportation, fait étudier par sa Société, sur fonds propres, un petit appareil bisonique, le Mirage III E 2.
- Mystère-Falcon 20 : La GAMD lance, sur fonds privés, le programme Mystère 20.
- Hirondelle : En mai 1967, le bureau d’études de Mérignac commence l’étude et le développement, sur fonds privés, d’un nouvel appareil équipé de deux turbopropulseurs Turboméca Astazou, directement dérivé des Communauté et Spirale : le MD 320 Hirondelle.
- Falcon 30 : Dassault-Breguet poursuit le développement de la gamme Mystère-Falcon avec le Falcon 30, version extrapolée du Falcon 20, capable de transporter 30 passagers. Cet appareil est adapté aux besoins des lignes commerciales de faible fréquentation. Le prototype, réalisé sur fonds propres, effectue son premier vol le 11 mai 1973 à Mérignac, piloté par Jean Coureau et Jérôme Résal.
- Mirage 2000 : Lors de l’élaboration de la 4e loi de programmation militaire, il est apparu que l’armée de l’Air ne pourrait acquérir les 250 ACF polyvalents dont elle aurait besoin. En 1973, la Société étudie sur fonds propres un nouveau projet qui puisse s’accommoder des disponibilités budgétaires et le propose au ministère de la Défense qui le garde en secours en cas d’arrêt de l’ACF. En 1975, sans attendre le résultat du « marché du siècle », Marcel Dassault avait tiré la leçon et fait étudier, sur fonds propres, un avion nouveau. Le 18 décembre 1975, en Conseil de Défense, le Président de la République, Valéry Giscard d’Estaing, décide l'abandon du programme Avion de combat futur. En prévision de cette annulation, la société Dassault avait proposé deux avions : un biréacteur à aile delta (futur Mirage 4000) qui serait financé par l’État et, pour l’exportation, un monoréacteur à aile delta (futur Mirage 2000) financé sur fonds propres de la Société. Le président de la République estimant qu’il est préférable de doter l’armée de l’Air du monoréacteur, c’est le Mirage 2000 qui est commandé.
- Mirage 2000-5 : Le Mirage 2000-5 est la version multirôle de nouvelle génération (5e version), dotée d’un nouveau système de conduite de tir et de gestion des armements ainsi que d’un système de visualisation et gestion multiple. Lancée sur fonds propres par Dassault-Breguet et Thomson-CSF en 1984, cette version est destinée à relancer l'exportation des Mirage 2000 et à moderniser les Mirage 2000 C. En ce qui concerne les exportations, le souhait du gouvernement est qu’elles permettent le maintien du plan de charges de l’industrie aéronautique française et, par conséquent, des résultats d’exploitation normaux pour les industriels concernés. Pour faciliter les exportations de Mirage 2000, les industriels ont accepté de prendre en charge une partie du financement du programme national.
- Mirage 4000 : Le Mirage 4000 est développé et construit sur les fonds propres des industriels aéronautiques français, en particulier de Dassault qui assure la réalisation de la cellule et l’intégration des équipements. Les réacteurs sont prêtés par l'État selon les modalités définies le 21 juin 1978 par le ministre de la Défense : les Snecma M 53 sont prélevés sur le stock du programme Mirage 2000.
- Prototype ACX : Partant des réacteurs F 404 et M 88, la Société envisage de lancer, sur fonds propres, un prototype à l’intention de la clientèle des monoréacteurs. Ce serait un avion à aile delta d’une surface de 30 m2, doté de canards et d'un poids réduit, grâce à l’utilisation de matériaux nouveaux, lui permettant d’atteindre des performances très supérieures à celles du Mirage 2000, avec une masse à vide de 6 tonnes.

## Marchés et clientèle
MB signifie : production de la société des avions Marcel Bloch

### Avions militaires

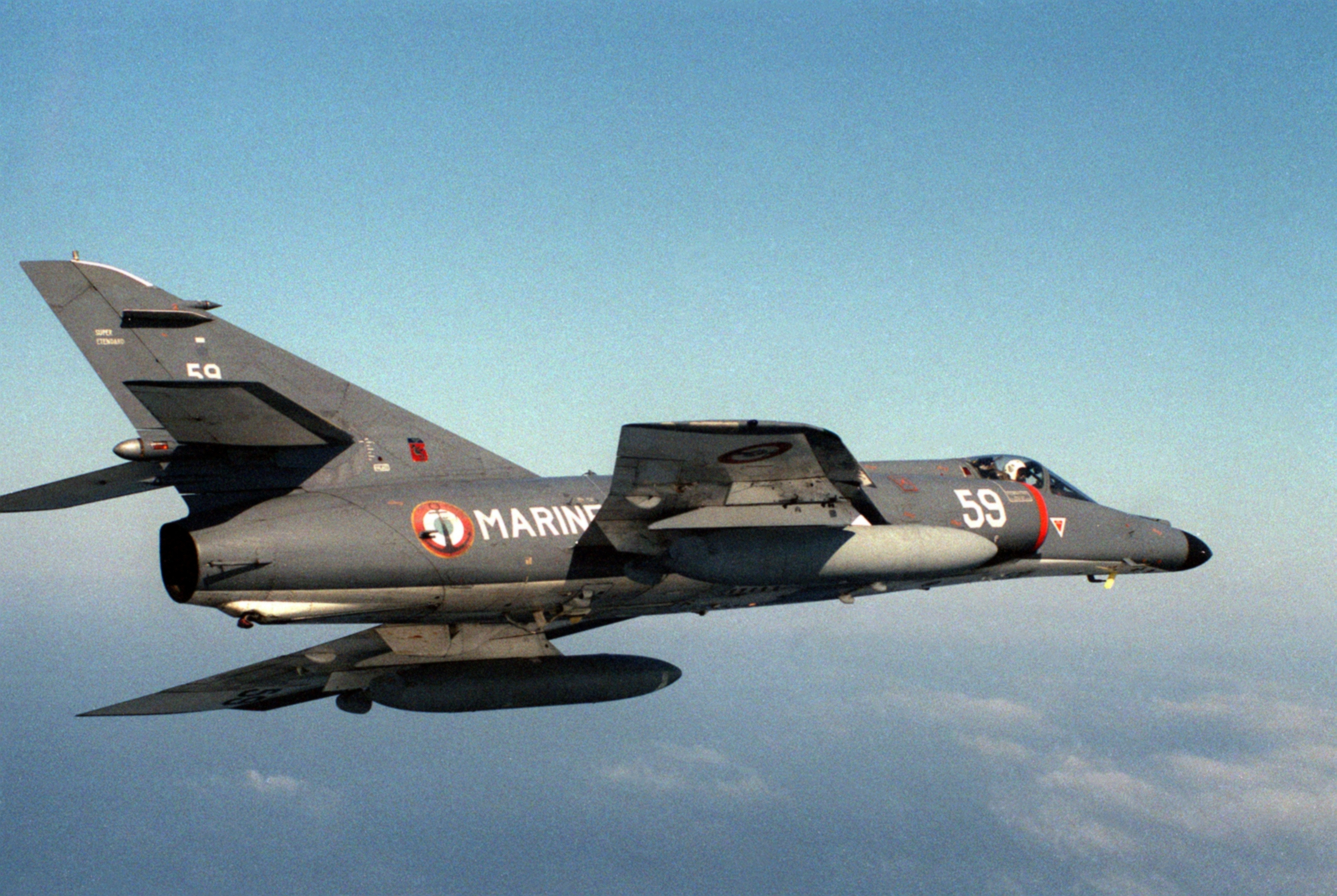
Dassault Super-Étendard

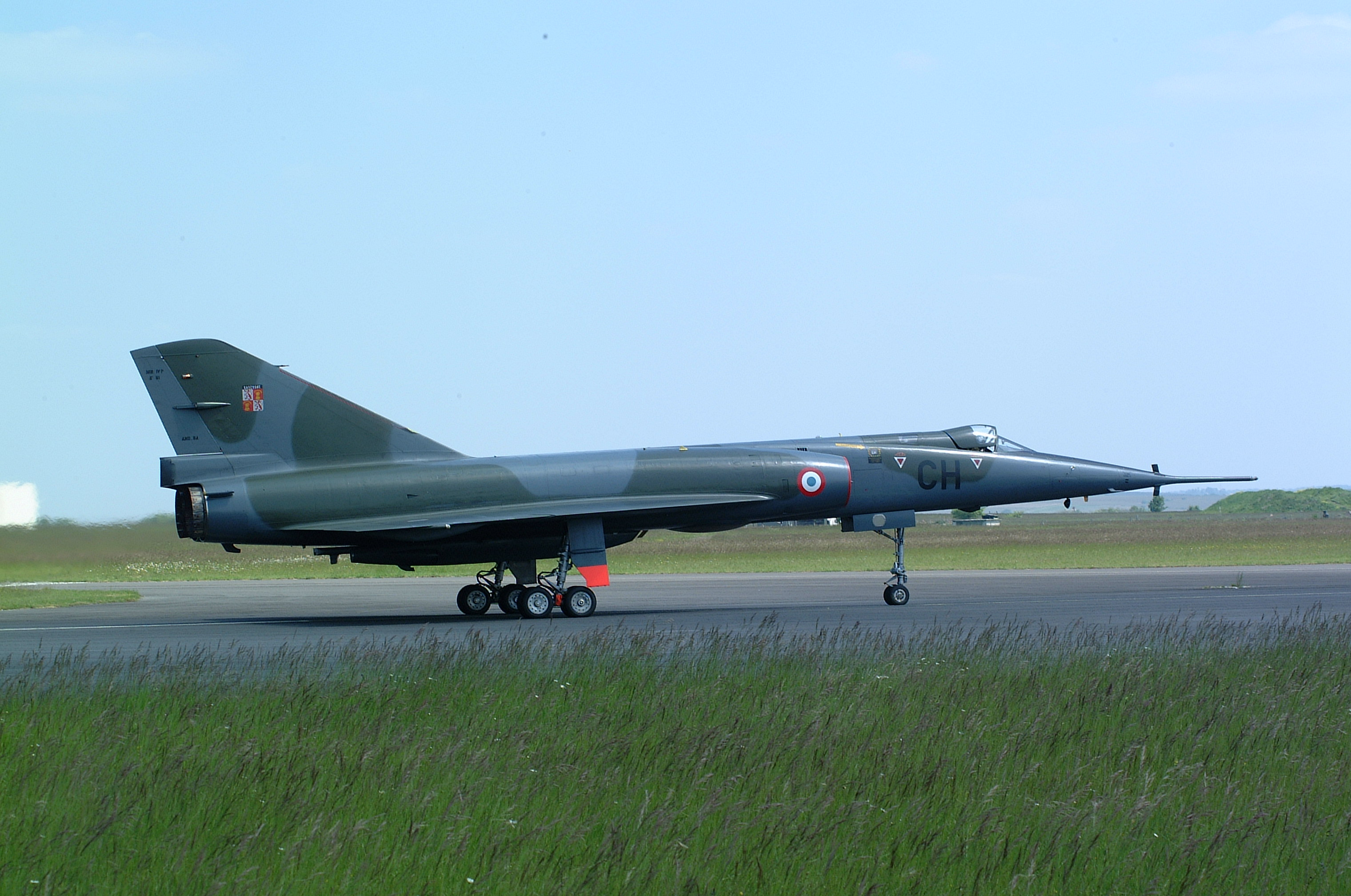
Dassault Mirage IV

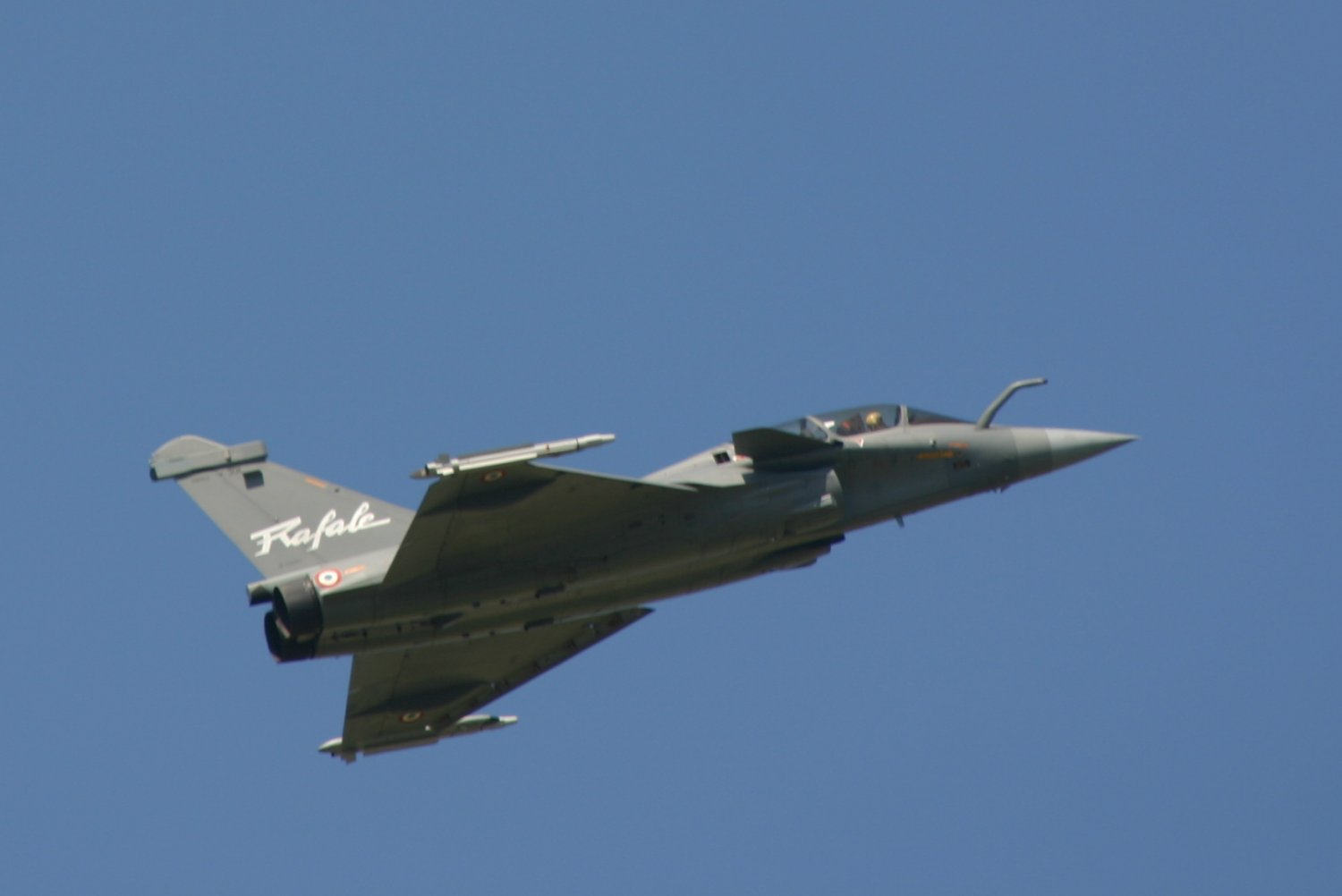
Dassault Rafale

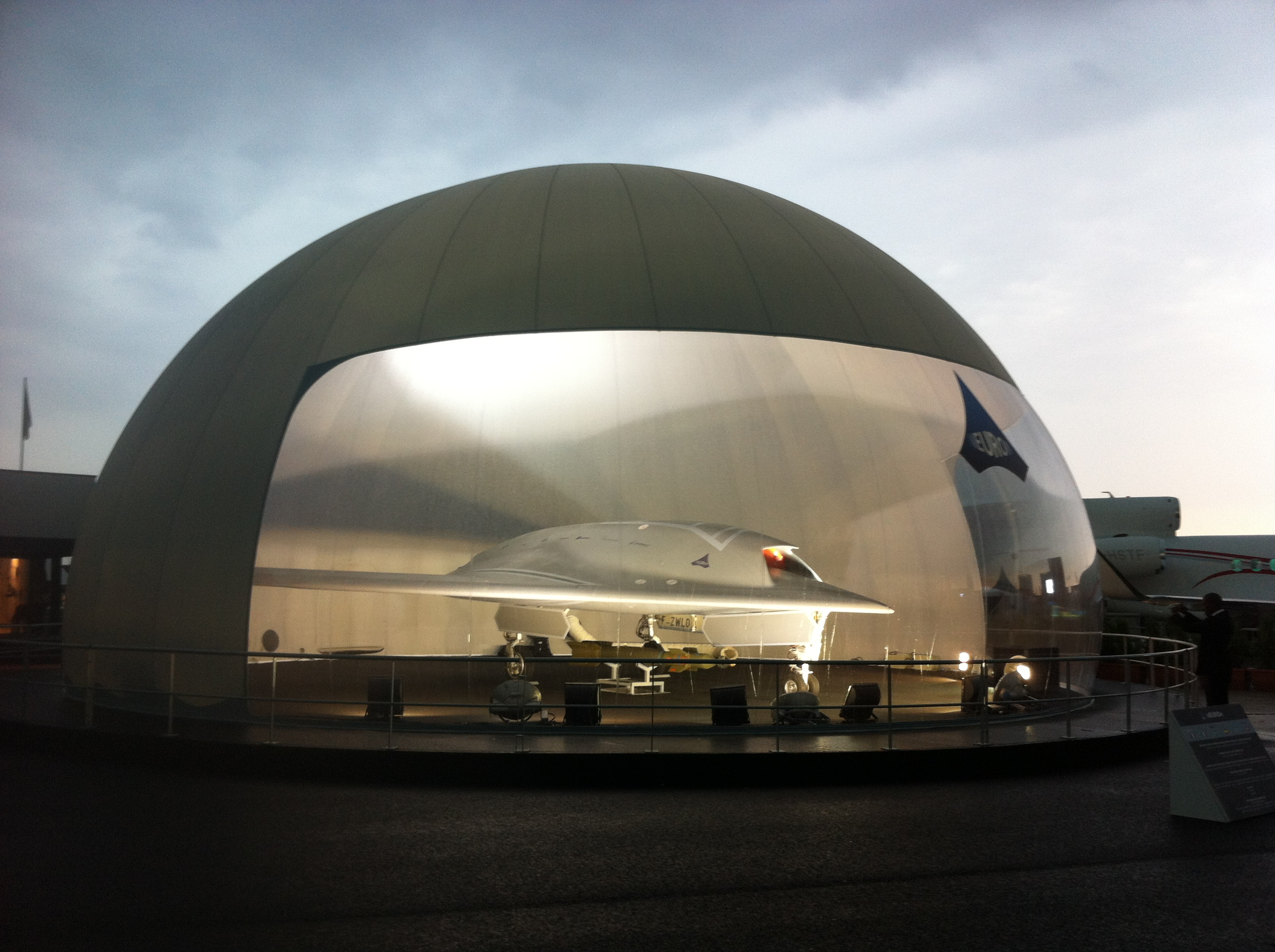
Dassault Neuron

| Avions Marcel Bloch | Avions Dassault                               |
| ------------------- | --------------------------------------------- |
| Hélice Éclair, 1916 | MD 315 Flamant, 1947                          |
| SEA IV, 1918        | MD 450 Ouragan, 1951                          |
| MB 80-81, 1932      | MD 452 Mystère II, 1951                       |
| MB 200, 1933        | MD 453, 1952                                  |
| MB 210, 1934        | MD 454 Mystère IV, 1952                       |
| MB 120, 1933        | MD 550 Mystère Delta, 1955                    |
| MB 130, 1935        | Super Mystère B1, 1955                        |
| MB 211, 1935        | Super Mystère B2, 1956                        |
| MB 131, 1936        | Mirage III, 1956                              |
| MB 150-157, 1937    | Étendard II, 1956                             |
| MB 170, 1938        | Étendard IV, 1956                             |
| MB 500, 1938        | MD 410 Spirale, 1960                          |
| MB 174, 1939        | Mirage IV, 1960                               |
| MB 135, 1939        | Balzac V001, 1962                             |
| MB 480, 1939        | Mirage F1, 1966                               |
| MB 134, 1939        | Mirage 5, 1967                                |
| MB 175, 1939        | Mirage G, 1967                                |
| MB 700, 1940        | Milan, 1968                                   |
| MB 161, 1939        | Mirage G-4/G-8, 1971                          |
| MB 162, 1940        | Alpha Jet, 1973 (en coopération avec Dornier) |
| MB 800, 1941        | Jaguar, 1973                                  |
|                     | Super-Étendard, 1974                          |
|                     | Avion de combat futur/G8A, 1974               |
|                     | Falcon Guardian, 1977                         |
|                     | Mirage 2000, 1978                             |
|                     | Mirage 4000, 1979                             |
|                     | Mirage 50, 1979                               |
|                     | Atlantique 2, 1981                            |
|                     | Falcon Gardian, 1981                          |
|                     | Rafale, 1986                                  |
|                     | Neuron, 2012                                  |

### Avions civils

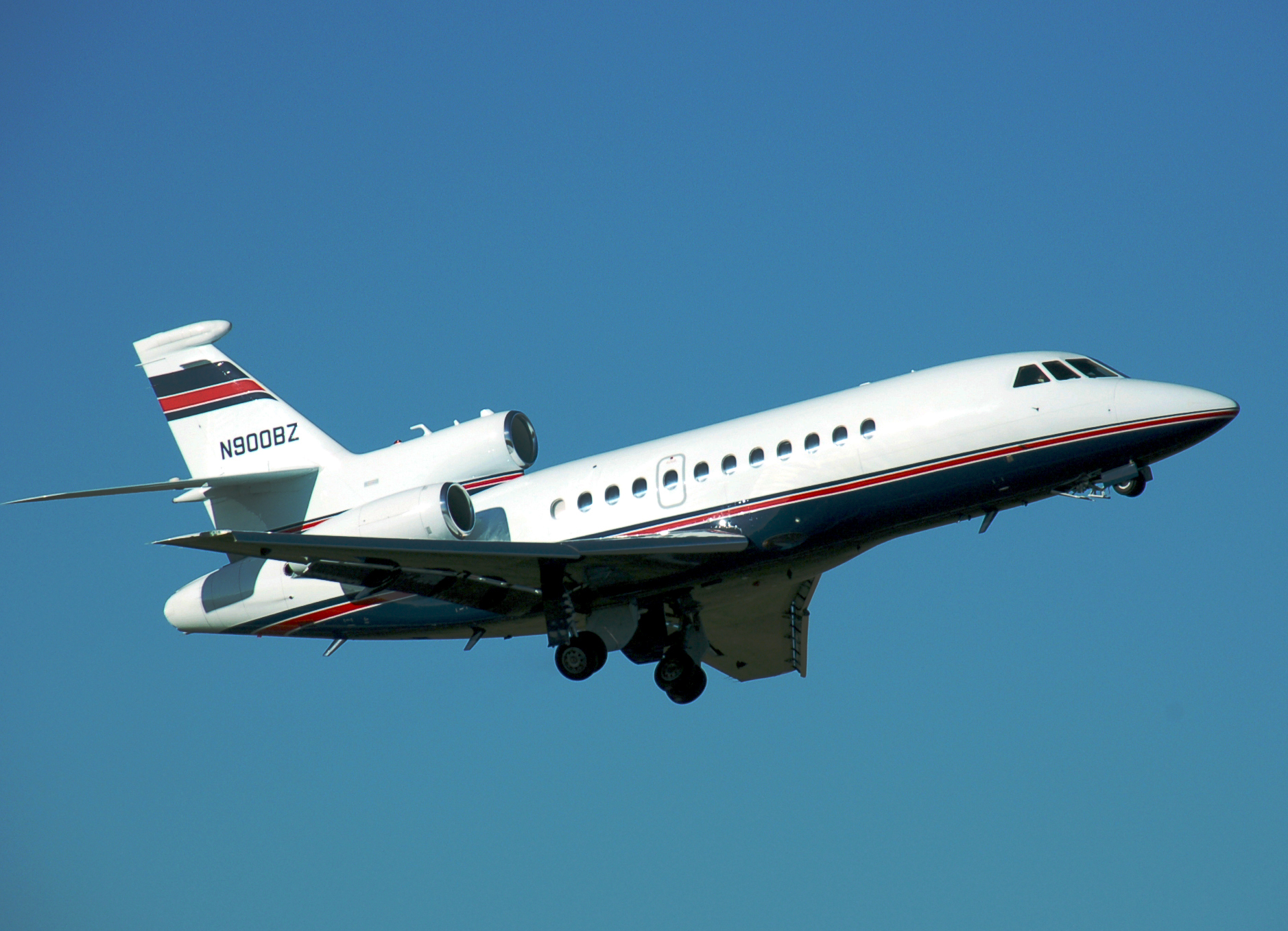
Dassault Falcon 900

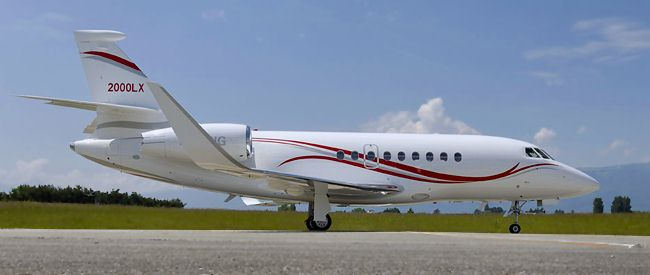
Dassault Falcon 2000

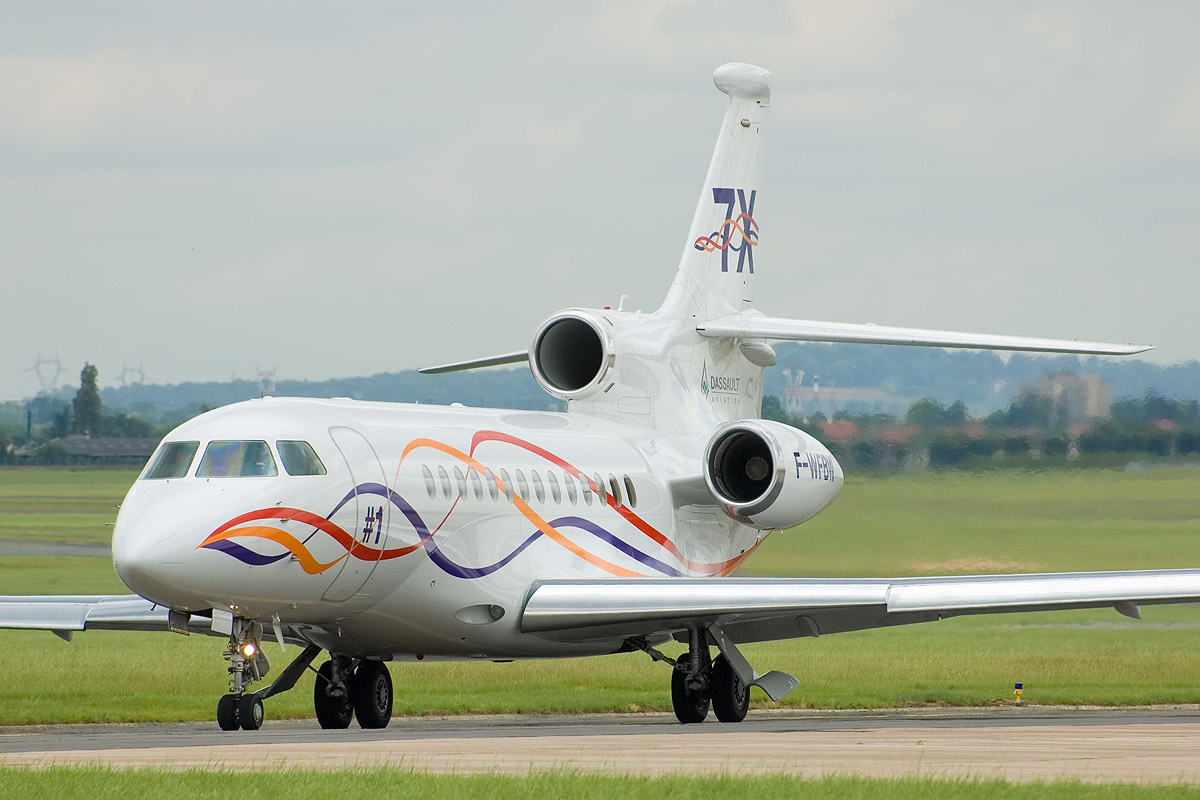
Dassault Falcon 7X

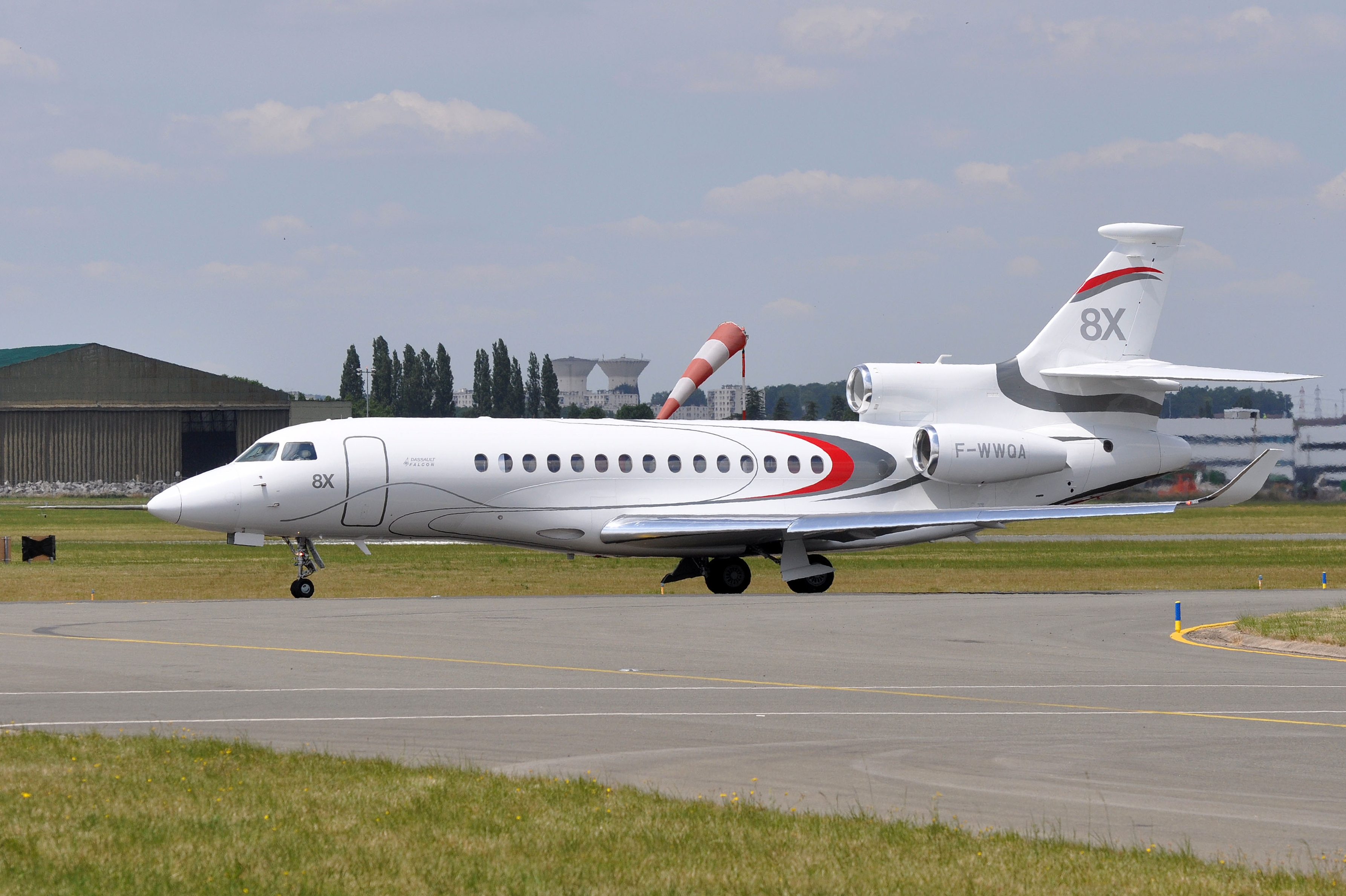
Dassault Falcon 8X

| Avions Marcel Bloch  | Avions Dassault            |
| -------------------- | -------------------------- |
| MB 60/61, 1930       | MD-80, 1950                |
| MB.80 et MB.81, 1932 | Mystère-Falcon 20, 1963    |
| MB 90/92, 1932       | MD 320, 1968               |
| MB 120, 1932         | Falcon 10, 1970            |
| MB 300, 1935         | Mercure 100, 1971          |
| MB 220, 1936         | Falcon 30, 1973            |
| MB 161, 1937         | Falcon 50, 1976            |
|                      | Falcon 900, 1984           |
|                      | Falcon 2000, 1993          |
|                      | Falcon 900EX, 1995         |
|                      | Falcon 50EX, 1996          |
|                      | Falcon 2000EX, 2001        |
|                      | Falcon 7X, 2005            |
|                      | Falcon 900DX, 2005         |
|                      | Falcon 2000DX, 2007        |
|                      | Falcon 2000LX, 2007        |
|                      | Falcon 900LX, 2009         |
|                      | Falcon 2000LXS, 2014       |
|                      | Falcon 8X, 2016            |
|                      | Falcon 5X, annulé fin 2017 |
|                      | Dassault Falcon 6X, 2022   |
|                      | Dassault Falcon 10X, 2027  |

## Critiques et controverses

### Accusation sur un système de fraude à la TVA
En novembre 2017, dans le cadre des Paradise Papers, plusieurs médias affiliés au Consortium international des journalistes d'investigation (dont Radio France, Süddeutsche Zeitung, Le Monde, et Cash Investigation) révèlent que Dassault Aviation (tout comme Airbus) a participé en connaissance de cause à un système de fraude à la taxe sur la valeur ajoutée (TVA) utilisé par certains de ses riches clients. Au lieu de vendre un jet privé directement à son client, Dassault Aviation le vend à une société écran créée par le client, société écran qui enregistre ensuite le jet à l'île de Man puis le loue au client (celui-ci se loue donc le jet à lui-même, puisqu'il est propriétaire de la société écran), parfois avec d'autres sociétés écrans intermédiaires. Le jet étant exporté, le client (via sa ou ses sociétés écrans) bénéficie d'une exonération de la TVA en France. Une telle exonération doit s'accompagner d'un paiement de la TVA dans le pays de destination du produit. Mais l'utilisation de sociétés écrans permet à la société écran d'attester d'une utilisation commerciale du jet (elle le propose à la location, officiellement), ce qui lui permet de ne pas payer non plus la TVA dans le pays de destination, l'île de Man.
Le Monde présente l'exemple du milliardaire russe Oleg Tinkoff qui a pu économiser 18,5 millions d'euros au total, lors de l'achat successif de trois jets privés à Dassault Aviation,. Au total, 109 avions Dassault ont été enregistrés sur l'île de Man.
Dassault Aviation indique en réponse respecter ses obligations fiscales, affirme qu'aucune structure d’optimisation fiscale n’a été mise en place par la société pour échapper à l’impôt français ou à la TVA française et ajoute que « les lieux d’immatriculation et les régimes d’exploitation des avions livrés relèvent quant à eux exclusivement du choix des clients ». En complément d'information, Dassault Aviation explique avoir mis en place sept sociétés de location-financement à l’île de Man, uniquement entre 2008 et 2012, « pour répondre aux besoins de financement de clients » dans un contexte de crise financière,.
En conclusion de cette affaire, l’examen par le Trésor britannique de la manière dont l’île de Man administre la taxe sur les aéronefs et les yachts n’a révélé aucune preuve d’évitement de la taxe sur la valeur ajoutée (TVA), bien qu’il ait recommandé des contrôles de conformité post-enregistrement supplémentaires.

### Soupçons de corruption
Dassault Aviation prône une politique de tolérance zéro en matière de probité et a publié un code anticorruption dès 2017, avec une dernière version en 2023.
Le site d’investigation Mediapart affirme que l’Agence française anticorruption a « couvert » Dassault : un rapport d’inspection accablant mené par ses services en 2019 pointerait cinq violations de la loi et des indices de corruption en Inde, mais l’agence n’a proposé aucune sanction et n’a pas alerté la justice. En réponse, Dassault rappelle que « les organismes officiels, dont l'Agence française anticorruption, n'ont signalé aucune infraction dans le cadre de ce contrat »,.

### Intelligence économique
L’espionnage industriel est très développé dans le secteur de la défense et de l’aéronautique; ainsi Dassault Aviation est attentif à protéger la propriété intellectuelle de ses avancées technologiques qui sont un avantage concurrentiel sur le marché international.
En décembre 2022, Politico révèle que Dassault Aviation a eu recours aux services de la société de gestion de réputation d'Eric Leandri, Altrnativ, pour enquêter sur le profil d'éventuels candidats à l'embauche,.

## Direction du groupe Dassault Aviation

Siège de Dassault Aviation à Saint-Cloud

### Historique des dirigeants
- Marcel Bloch/Dassault : 1928-1950
- Auguste Le Révérend : 1950-1955
- Benno-Claude Vallières : 1955-1986
- Serge Dassault : 1986-2000
- Charles Edelstenne : 2000-2013
- Éric Trappier : Depuis le 9 janvier 2013[69]

### Conseil d'administration
Le conseil d'administration est composé au 31 décembre 2024 :
- Charles Edelstenne, président d'honneur
- Éric Trappier, président du conseil
- Besma Boumaza
- Thierry Dassault, en remplacement de son frère Olivier Dassault, décédé
- Marie-Hélène Habert
- Charles Edelstenne
- Henri Proglio
- Lucia Sinapi-Thomas
- Stéphane Marty (administrateur représentant les salariés)

### Comité de direction
Le comité de direction comprend au 14 avril 2025 :
- Éric Trappier, président-directeur général
- Loïk Segalen, directeur général délégué
- Jean-Marie Albertini, directeur commercial
- Laurent Bendavid, directeur général du système d’information et Chief Digital Officer
- Carlos Brana, directeur général des avions civils
- Bruno Chevalier, directeur général du soutien militaire
- Bruno Coiffier, directeur général des achats
- Denis Dassé, directeur général financier
- Jean-Marc Gasparini, directeur général des programmes
- Florent Gateau, directeur général de la qualité totale
- Bruno Giorganni, secrétaire du comité de direction, directeur des affaires publiques et sûreté
- Valérie Guillemet, directeur des ressources humaines
- Richard Lavaud, directeur général international
- Pascale Lohat, directrice générale technique
- Frédéric Petit, directeur des programmes Falcon
- Ary Plagnol, directeur général des opérations industrielles

## Innovation
Depuis sa création, Dassault Aviation développe son savoir-faire dans le domaine des technologies aéronautiques de pointe.

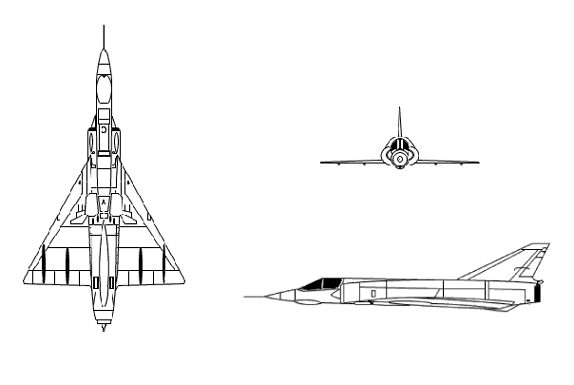
1955 : Mirage III, premier avion européen à passer Mach 2.
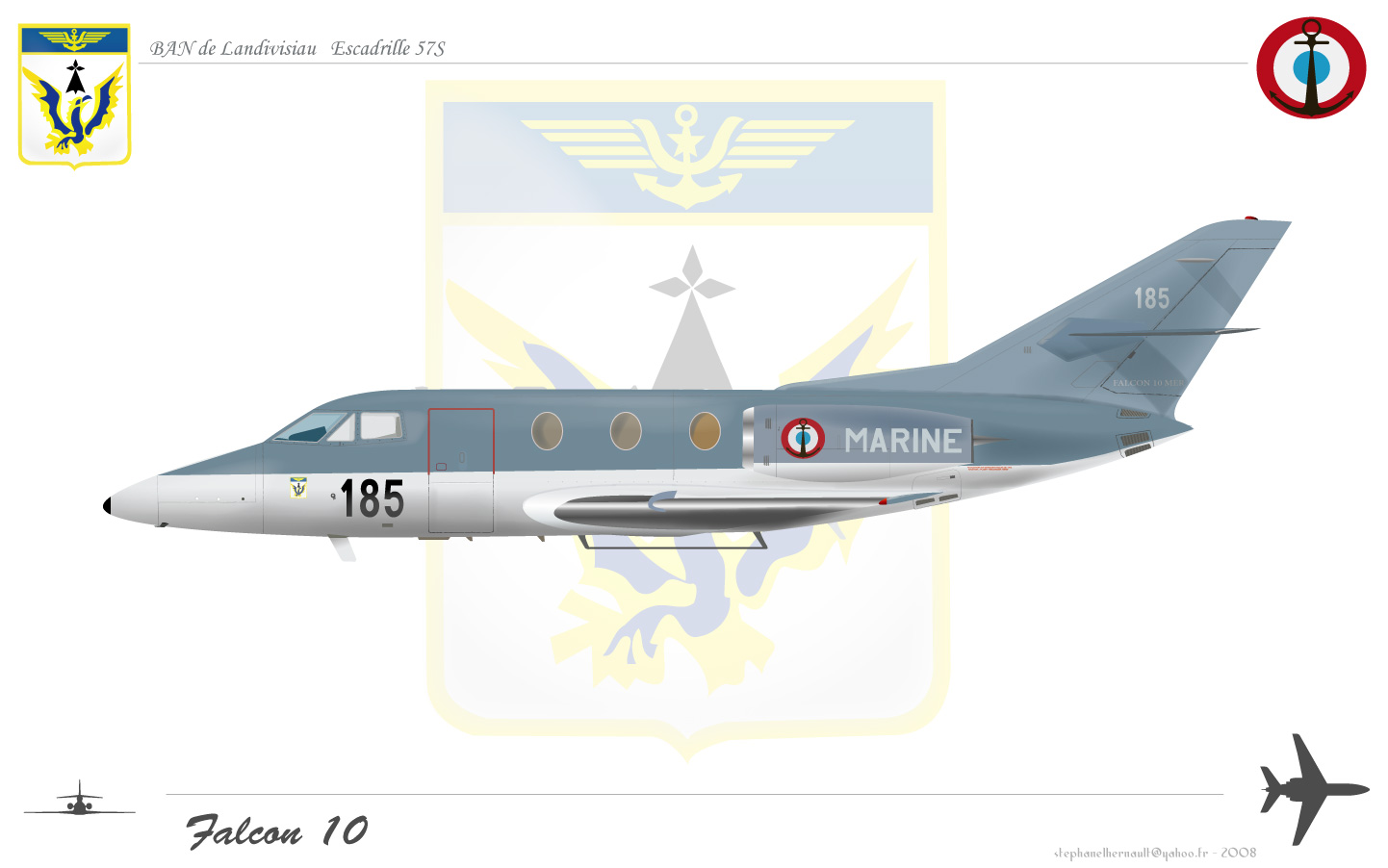
1970 : Falcon 10, premier avion d'affaires ayant reçu une aile conçue en trois dimensions.
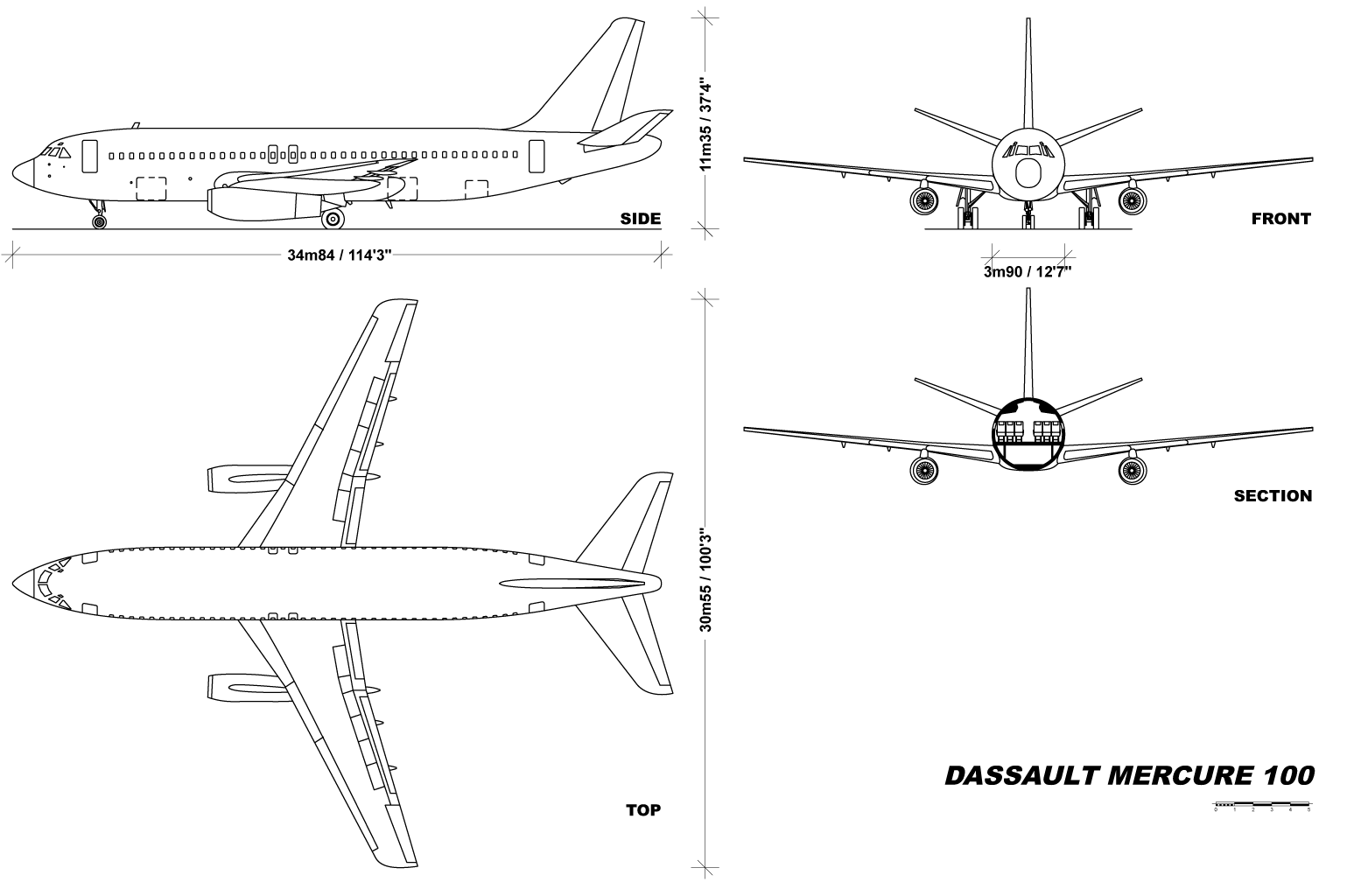
1978 : Mercure, premier avion de transport commercial à réaction construit en coopération.
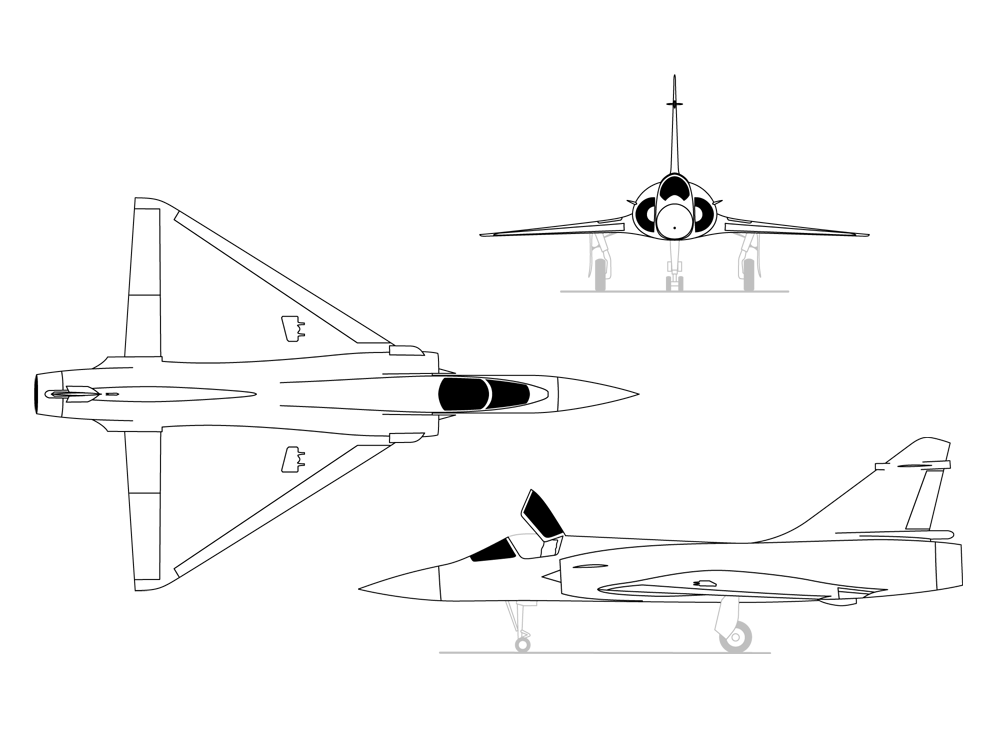
1983 : Mirage 2000 N, premier avion doté d'une capacité de suivi de terrain automatique.
1986 : Rafale A, premier démonstrateur technologique d'un avion de combat polyvalent pour l'Armée de l'air et la Marine.
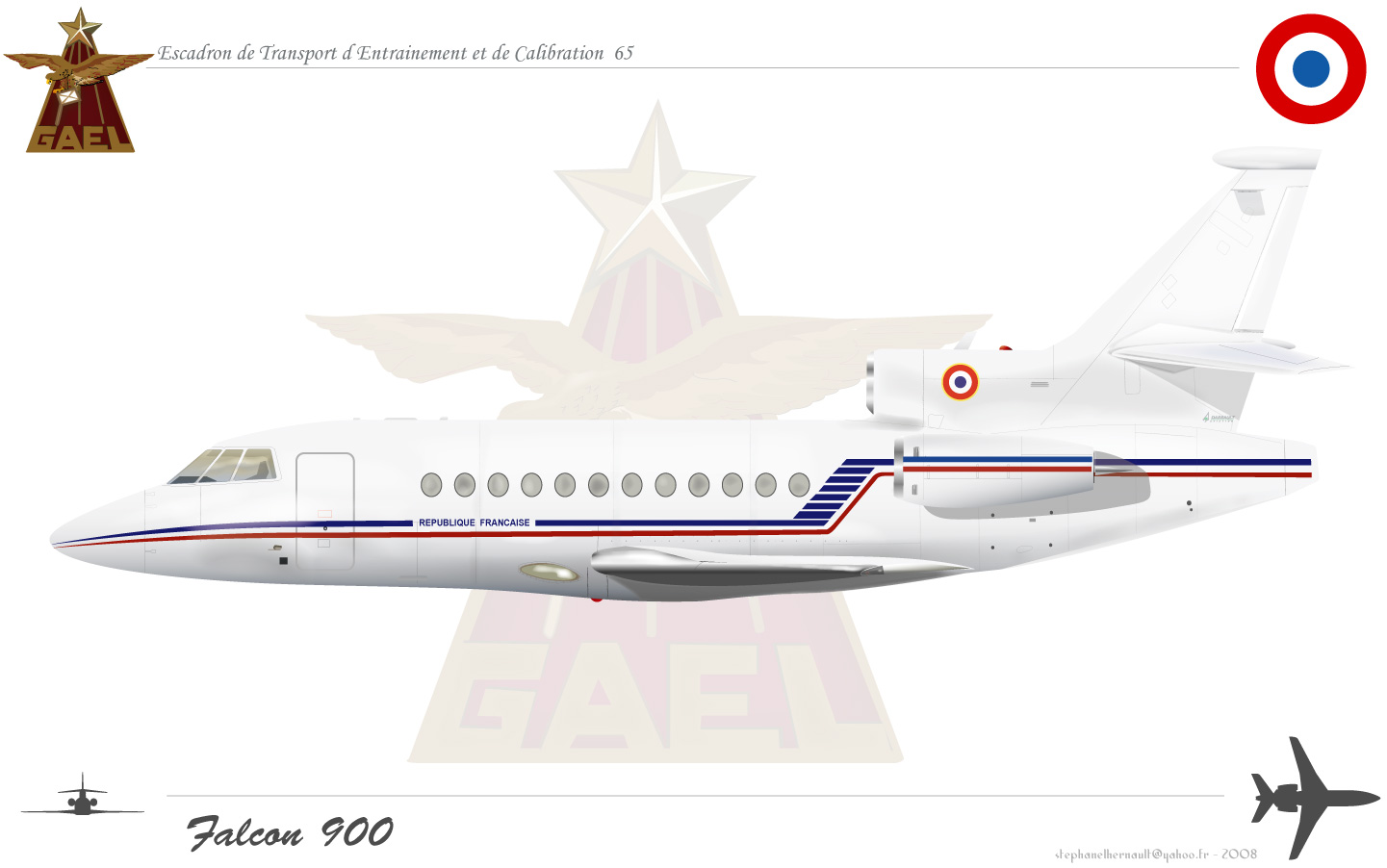
2002 : Falcon 900EX EASy, premier avion d'affaires avec avionique avancée et cockpit intuitif.
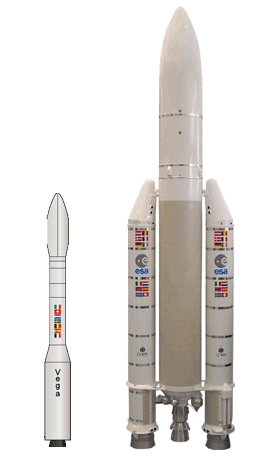
2012 : Vega, adaptation du système de télémesure sol à Kourou et développement du système de séparation vertical de la coiffe.

### Premiers vols
| Première mondiale | Première européenne                                                                                                | Première française | Première société                                                                                           |
| --- | --- | --- | --- |
| 1962 : prototype du seul avion à décollage vertical ayant atteint Mach 2, Balzac V001                                   | 1955 : premier avion à passer Mach 2, Mirage III                                                                   | 1949 : premier chasseur à réaction construit en série et exporté, MD 450 Ouragan                                       | 1916 : première réalisation aéronautique de Marcel Dassault, Hélice Éclair                                 |
| 1970 : premier avion d'affaires ayant reçu une aile conçue en trois dimensions, Falcon 10                               | 1956 : premier avion supersonique en palier avec postcombustion produit en série, Super Mystère B2                 | 1951 : premier avion à avoir passé le mur du son en piqué, MD 452 Mystère II                                           | 1918 : premier avion construit en série par Marcel Dassault, SEA IV                                        |
| 1976 : premier avion d'affaires à être équipé d'une aile supercritique, Falcon 50                                       | 1967 : premier missile balistique, MD 620                                                                          | 1952 : premier avion supersonique produit en grande série, Mystère IV                                                  | 1932 : premier avion sanitaire entièrement métallique, MB 80-81                                            |
| 1979 : premier avion à dérive composite contenant du pétrole, Mirage 4000                                               | 1971 : prototype d'avion à flèche variable dont la version G8 a atteint Mach 2,34, Mirage G-4/G-8                  | 1956 : premier chasseur à réaction français embarqué, Étendard IV                                                      | 1932 : premier avion de transport de passagers, MB 120                                                     |
| 1983 : premier avion doté d'une capacité de suivi de terrain automatique, Mirage 2000 N                                 | 1978 : premier avion de transport commercial à réaction construit en coopération, Mercure                          | 1959 : premier bombardier des Forces aériennes stratégiques, Mirage IV                                                 | 1933 : premier avion de bombardement commandé et produit en grande série, MB 200                           |
| 1986 : premier démonstrateur technologique d'un avion de combat polyvalent pour l'Armée de l'air et la Marine, Rafale A | 2012 : premier avion à stabilité artificielle opérationnelle, Mirage 2000                                          | 1974 : premier avion de combat embarqué à disposer d'un système d'armes moderne, Super-Étendard                        | 1936 : premier avion de transport commercial construit en grande série, MB 220                             |
| 1991 : avion de développement monoplace Air du premier avion de combat omnirôle, Rafale C 01                            | 2012 : premier démonstrateur technologique européen d'avion de combat furtif sans pilote à bord, Neuron            | 1991 : premier avion de combat multirôle, Mirage 2000-5                                                                | 1938 : premier avion de chasse produit en grande série, MB 152                                             |
| 1992 : avion de développement monoplace Marine du premier avion de combat omnirôle, Rafale M 01                         | | 2000 : premier avion avec une avionique comprenant un ensemble modulaire de traitement de l'information, Mirage 2000-9 | 1939 : premier avion de reconnaissance, piloté par Antoine de Saint-Exupéry, MB 174                        |
| 1993 : avion de développement biplace Air du premier avion de combat omnirôle, Rafale B 01                              | | 2012 : premier avion de combat européen en service doté d'un radar à antenne active, Rafale F3.3                       | 1947 : premier avion construit en série après la Seconde Guerre mondiale, MD 315 Flamant                   |
| 1993 : premier avion d'affaires construit sans maquette physique, Falcon 2000                                           | | | 1963 : premier avion d'affaires à réaction, choisi par Charles Lindbergh pour la Pan Am, Mystère Falcon 20 |
| 2002 : premier avion d'affaires avec avionique avancée et cockpit intuitif, Falcon 900EX EASy                           | | | 1966 : premier avion avec système d'armes numérique intégré, Mirage F1                                     |
| 2005 : premier avion d'affaires à commandes de vol numériques, Falcon 7X                                                | 2017 : premier avion d'affaires biréacteur à très large cabine (largeur de 2,58 m et hauteur de 1,98 m), Falcon 5X | | 1973 : premier avion d'entraînement construit en coopération, Alpha Jet                                    |

### Activités spatiales
| Véhicules aérospatiaux                                                                                          | Pyrotechnie                                                                                         | Télémesure |
| --- | --------------------------------------------------------------------------------------------------- | --- |
| 1962 : Développement d'un missile bi-étage à poudre, MD620                                                      | 1962 : Démarrage de l'activité Pyrotechnie                                                          | 1992 : Réalisation du système sol de télémesure d'Ariane 5 à Kourou, Ariane 5                                  |
| 1964 : Premier lanceur réutilisable étudié par la Société, Transporteur Aéro Spatial                            | 1979 : Premiers équipements pyrotechniques produits pour un lanceur, Ariane 1,2,3 & 4               | 2008 : Le CNES accorde à Dassault Aviation le contrat de développement du SCET multi lanceurs, SCET-M          |
| 1983 : Maître d'œuvre délégué pour l'aéronautique de l'avion spatial Hermès, Hermès                             | 1997 : Équipements pyrotechniques pour le lanceur Ariane 5, Ariane 5                                | 2011 : Mise en service à Kourou d'un système de télémesure sol spécifique utilisant le réseau Ethernet, Soyouz |
| 1986 : Système de transport spatial réutilisable à décollage horizontal étudié par le CNES, STAR-H              | 2003 : Système de séparation de la coiffe d'une version du lanceur américain Atlas V, Atlas V       | 2012 : Adaptation du système de télémesure sol à Kourou, Vega                                                  |
| 1997 : Modification des formes du X-38 pour la NASA, X-38                                                       | 2008 : Développement d'une cisaille dédiée à la séparation entre Ariane 5 et le cargo ATV, Ariane 5 | |
| 1998 : Étude d'une famille de Véhicules Hypersoniques Réutilisables Aéroportés, VEHRA                           | 2012 : Développement du système de séparation vertical de la coiffe, Vega                           | |
| 2002 : Étude d'un concept de Véhicule Suborbital Habité permettant le transport de 6 personnes, VSH             | | |
| 2005 : Participation aux travaux pour un démonstrateur de rentrée atmosphérique, IXV                            | | |
| 2005 : Étude d'un Micro Lanceur Aéroporté sous Rafale pour le lancement de petites charges en orbite basse, MLA | | |

### Intelligence artificielle
Le Plan d’Étude Amont « Man-Machine-Teaming » (MMT) visant à développer les technologies d’intelligence artificielle nécessaires à l’aviation de combat du futur, a été notifié aux industriels par la Direction générale de l'armement (DGA) en janvier 2018 et a été lancé en mars 2018. Il a été attribué à Dassault Aviation (mandataire système de combat aérien) et à Thales (cotraitant, part Interface Homme/Système et capteurs). Il se déroulera sur trois ans,.
Le principe du MMT est de doter les différents systèmes-machines de davantage d’autonomie et d’intelligence artificielle au service d’une relation Homme-Machine élargie et repensée :
- Définir les cockpits et les systèmes autonomes futurs.
- Faire progresser les technologies innovantes dans le domaine des équipiers Homme et Machine au sein du système aérien cognitif, en particulier dans l’autonomie décisionnelle et l'apprentissage automatique.
- Faire progresser les concepts et technologies dans le domaine des capteurs intelligents / apprenants.

### Réalité augmentée (RA)
Dassault Aviation a développé une application de réalité augmentée, DassaultAir3D, disponible en ligne, qui permet de visualiser une sélection d’avions Dassault Aviation en 3D ou de prendre place virtuellement à bord du cockpit d’un Rafale,.

## Groupe Dassault Aviation en France

### Attractivité employeur
Dassault Aviation se classe deuxième des Randstad Awards 2018, devenant l'entreprise préférée de 56% des français.Cette étude, qui mesure l’attractivité des employeurs auprès du grand public, est réalisée par l’institut indépendant TNS et porte sur les 250 plus grands employeurs implantés en France. Dassault Aviation avait déjà été classée « entreprise préférée des Français en 2016 » avec 57 % des personnes interrogées souhaitant travailler chez l'avionneur.
Dassault Aviation intègre le classement des 100 entreprises IT les mieux notées en 2025, par le cabinet indépendant Pro-Conso France. Avec une note de 7,79/10, Dassault Aviation se hisse à la 2e place du podium dans la catégorie Aérospatial et Défense et obtient ainsi la récompense « d’Excellent employeur », « Employeur attractif » ainsi qu’ « Employeur de confiance » dans les métiers IT de son secteur. Côté classement général, Dassault Aviation devient le 3e meilleur employeur du numérique, tous secteurs d’activités confondus.
Selon le palmarès Epoka-IFOP 2025, toutes écoles confondues, Dassault Aviation se maintient dans le trio de tête des entreprises préférées du segment Industrie auprès des étudiants et jeunes diplômés,.

### Rayonnement industriel
La fabrication de la structure des avions est réalisée en France. La production annuelle de Falcon représente 7 600 emplois directs et indirects. Un Rafale génère 7 000 emplois directs et indirects, dont 30 % dans des petites entreprises.
Dassault Aviation est partenaire de pôles de compétitivité, tels que :
- Astech, autour de l'avion tout électrique et de l'éco-conception,
- System@tic, sur les outils de conception des systèmes,
- Aerospace Valley, sur les matériaux et les filières de production,
- Pegase, sur les moyens d'essais,
- EMC2, sur les technologies avancées de production et les procédés de mise en œuvre des matériaux.

### Sites industriels en France
10 établissements sont présents en France :
- Saint-Cloud (Hauts-de-Seine) :
  - Effectifs : environ 2 900 personnes
  - Activités : sont regroupées toutes les directions générales (Bureau d'Études, Soutien Avions Falcon et Militaires, Qualité, Achats…), la Direction de Programmes et la direction générale de Dassault Aviation
- Mérignac (Gironde)
  - Effectifs : environ 1 600 personnes
  - Activités : assemblage, essais et mise en vol de tous les avions ; Aménagement des avions spéciaux ; Réception des avions par les Clients
- Argenteuil (Val-d'Oise) 
  - Effectifs : environ 1 000 personnes
  - Activités : assemblage et aménagement des fuselages des avions militaires ; Assemblage tronçon avant avions Falcon ; Tuyauterie ; Pyrotechnie
  - Site définitivement fermé et remplacé par un nouveau site de production à Cergy.
- Anglet Biarritz (Pyrénées-Atlantiques)
  - Effectifs : environ 980 personnes
  - Activités : Production éléments en composites ; Assemblage et jonction des fuselages des avions Falcon
- Martignas (Gironde)
  - Effectifs : environ 460 personnes
  - Activités : assemblage des voilures pour tous les avions civils et militaires
- Seclin (Nord)
  - Effectifs : environ 270 personnes
  - Activités : production pièces de structures (cadres, longerons…)
- Poitiers (Vienne)
  - Effectifs : environ 120 personnes
  - Activités : Production verrière avions militaires ; Pyrotechnie
- Argonay (Haute-Savoie)
  - Effectifs : environ 470 personnes
  - Activités : Production équipements mécaniques et électroniques des systèmes de commandes vols de tous les avions
- Istres (Bouches-du-Rhône)
  - Effectifs : environ 550 personnes
  - Activités : Intégration et essais banc des systèmes avions ; Essais en vol de développement et certification de tous les avions
- Cazaux (Gironde)
  - Effectifs : Effectif intégré à celui d'Istres
  - Activités : Intégration et essai armement - Centre d'essai de tir pour avions militaires

### Relations avec l'État français

#### Nationalisation de 1936
Issu de la victoire du Front Populaire en mai 1936, le gouvernement de Léon Blum souhaite contrôler la fabrication des matériels de guerre destinés aux besoins de la Défense nationale. Le 26 juin 1936, un projet de loi de nationalisation est déposé à la Chambre des députés. Il prévoit d'exproprier avec indemnisation, totale ou partielle, certaines entreprises qui fabriquent des matériels de guerre et de se limiter aux besoins normaux de la Défense nationale. L'aéronautique est concernée au premier chef, car le gouvernement veut faire de ce secteur un des modèles de ses ambitions industrielles et sociales. La loi est adoptée le 17 juillet 1936.
Six sociétés d'économie mixte sont créées au capital de 100 000 francs chacune (environ 69 500 euros 2011), les deux tiers appartenant à l'État. En tant qu'État actionnaire, il nomme à la tête de chacune un administrateur-délégué. Il entend réserver l'outil de production, mais souhaite laisser la possibilité aux firmes qui le désirent de conserver une liberté complète pour les travaux d'études et la réalisation des prototypes, avec les aléas que comportent ces activités.
La production industrielle de série revient aux sociétés nationales qui conservent également une vocation au développement de produits nés dans leurs propres bureaux d'études.
Le ministre de l'Air, Pierre Cot, a compris qu'il hypothéquerait l'avenir en se privant de la collaboration des constructeurs existants. De plus, il ne possède pas dans son ministère de cadres assez qualifiés pour prendre la direction d'une société nationale. Il offre donc ces postes aux industriels expropriés. Henry Potez et Marcel Bloch sont les seuls constructeurs à accepter de signer un accord amiable avec l'État.
Henry Potez touche 38 millions de francs d'indemnités (environ 26,4 millions d'euros 2011). Marcel Bloch touche 27,2 millions de francs (environ 18,9 millions d'euros 2011). Il accepte d'administrer la Société nationale des constructions aéronautiques du Sud-Ouest (SNCASO) dans laquelle il investit 5 millions de francs (environ 3,5 millions d'Euros 2011). Il a touché en indemnités d'expropriation (immeubles, matériels et outillages) 15,4 millions pour Courbevoie, 10,7 millions pour Châteauroux, 1,1 million pour Villacoublay soit un total de 27,2 millions de francs (environ 6,46 millions d'euros 2011). De plus, il partage 9,3 millions avec Henry Potez pour la SASO (Bordeaux et Mérignac).
Le 16 décembre 1936, Marcel Bloch est informé que ses usines de Courbevoie et Villacoublay, son usine et ses terrains de Châteauroux-Déols sont expropriés pour constituer l'essentiel de la SNCASO.
Comme sa société de constructions aéronautiques a été nationalisée, Marcel Bloch n'a plus le droit de construire des avions en série. Il décide alors de créer une nouvelle société qui gère ses droits de licence et peut se livrer à d'autres activités industrielles comme les moteurs.
Le 12 décembre 1936, aux termes d'un acte sous signature privée, sont établis les statuts d'une société anonyme. Le 15 décembre, Marcel Bloch dépose chez un notaire de Paris, les statuts et les attestations de souscription et de versement des actionnaires.

### L'intervention de l'État de 1977
Le 1er juin 1977, un peu moins d'un an après le début de l'affaire de Vathaire, le Conseil des ministres décide une prise de participation minoritaire de l'État dans le capital des Avions Marcel Dassault-Breguet Aviation.
Le 8 juin, lors du Salon du Bourget, Raymond Barre, Premier ministre, confirme la prise de participation de l'État. Cette opération, dit-il, est une mesure de rationalisation de l'industrie aéronautique. Toutefois, l'État ne désire pas assumer la gestion de l'entreprise qu'il estime efficace technologiquement et commercialement.
Le Premier ministre charge Jean Blancard d'une mission de coordination entre la SNIAS et AMD-BA en vue de la constitution d'une société holding regroupant la participation de l'État dans ces deux sociétés, mais sans affecter leur autonomie ni leur identité.
La commission des finances du Sénat s'interroge même sur l'opportunité de cette prise de contrôle en précisant que, vu le montant des marchés d'État, on ne voit pas comment la société AMD-BA pourrait avoir une politique industrielle qui n'aille pas dans le sens des objectifs du gouvernement.
Dans l'exposé des motifs du projet de loi, l'État estime qu'exerçant des fonctions importantes dans le secteur aéronautique, il convient qu'il se donne les moyens d'assurer la cohésion de la conception et du contrôle des résultats de sa politique. Une participation dans le capital de la société des avions Marcel Dassault-Breguet Aviation lui assurant une minorité de blocage est donc indispensable.
L'interpénétration des productions entre Dassault et la SNIAS, son principal sous-traitant, est un des arguments invoqués par Raymond Barre pour institutionnaliser le rapprochement des deux groupes.
Les négociations permettent à l'État d'acquérir une minorité de blocage de 20 % au terme de deux ans, sans débours de fonds et en annulant les créances publiques, soit 540 millions de francs. Ces créances publiques concernent les avances consenties par l'État aux AMD-BA pour le développement de programmes civils comme le Falcon 50 et le règlement des redevances dues par la société à l'État au titre de marchés d'études et de conventions.
Ainsi, l'État prend 20 % du capital par l'intermédiaire de la SOGEPA (Société de gestion de participation aéronautique) avec droit de vote double limité à ces actions à compter du 1er mars 1982 et cette première étape passe par la nomination de quatre représentants de l'État au conseil d'administration : Jean Blancard, Jean-Étienne Sriber, Claude Grigaut et André Valls.

### Négociations de 1981
Lors de l’entrée en service du Mirage IV, en 1964, François Mitterrand estime que l'État doit s'assurer la maîtrise directe de la fabrication de ces matériels, notamment des avions porteurs de bombes. La Régie autonome qu'il propose serait un établissement public à caractère industriel et commercial doté de la personnalité civile et de l'autonomie financière, placé sous l'autorité et le contrôle du ministre des Armées.
En 1972, le parti socialiste et le parti communiste placent la société Dassault en tête des groupes à nationaliser lors de l'élaboration d'un programme commun de gouvernement.
Les négociations commencent dès août 1981 avec le nouveau gouvernement socialiste. L'État est représenté par le Premier ministre, Pierre Mauroy, assisté de son conseiller, Jean Peyrelevade, ingénieur en chef de l'aviation civile ainsi que par Georges Lemoine, secrétaire d'État auprès du ministre de la Défense assisté de son directeur de cabinet, le contrôleur général Jacques Barthélemy.
Du côté de Dassault, les premiers interlocuteurs sont le président de la société Benno Claude Vallières, assisté du secrétaire général, Charles Edelstenne. La véritable négociation s'engage ensuite avec Marcel Dassault, assisté par Pierre de Bénouville.
Les négociations avec Marcel Dassault représentent un cas unique, car il échappe aux normes industrielles et financières classiques ainsi qu'aux préjugés politiques.
Marcel Dassault comprend que le gouvernement fait de sa nationalisation une question de principe et qu'il ne peut pas l'éviter, il propose alors de modifier les modalités de prise de contrôle par l'État.
Le jeudi 8 octobre 1981, à l'hôtel Matignon, les deux parties signent un accord à la formule originale : Marcel Dassault fait don à l'État de 26 % des actions des AMD-BA ce qui permet à ce dernier d'avoir la majorité à l'assemblée générale grâce aux 20 % déjà acquis avec le droit de vote double.

### 1992 - 2000, l'évolution vers l'actionnariat privé
Le 23 décembre 1992, un communiqué du ministre de la Défense et du ministre de l'Économie et des Finances annonce le rapprochement structurel entre l'Aerospatiale et Dassault Aviation ainsi que le renforcement dans leur capital de la Société de gestion et de participations aéronautiques (SOGEPA), holding regroupant une partie des participations de l'État dans les deux groupes.
Le 21 février 1996, le président de la République, Jacques Chirac, annonce le rapprochement effectif entre Aerospatiale et Dassault Aviation, interrompu par la dissolution de l'Assemblée nationale et l'arrivée au pouvoir d'un gouvernement socialiste en avril 1997.
À la suite du transfert à Aerospatiale des actions détenues par l'État (45,76 %) (14 mai 1998), de la création d'Aerospatiale Matra (1999) puis du groupe privé européen EADS, Dassault Aviation se retrouve, le 4 septembre 2000, dans la situation d'une entreprise détenue par deux actionnaires privés (Groupe Dassault : 49,93 % et EADS : 45,76 %).

#### Relations avec l'État client
- La création du ministère de l'Air et de la société des avions Marcel Bloch

La création du ministère de l'Air en septembre 1928 donne à Marcel Bloch (qui prendra le nom de Marcel Dassault en 1949) l'opportunité de revenir à l'aviation qu'il avait abandonnée en 1918. Afin de relancer l'aéronautique française, il est décidé de créer une Direction générale technique et industrielle confiée à Albert Caquot. Ce dernier lance une politique de prototypes destinée à rattraper le retard des avions français.
De 1928 à 1932, Marcel Bloch embauche, dans la Société des avions Marcel Bloch, des ingénieurs, dont Henri Deplante, Paul Deplante et Benno-Claude Vallières. Rapidement, leurs prototypes d'avions militaires et civils sont choisis et commandés par l'État. Devant l'abondance de travail Marcel Bloch organise, rationalise et sous-traite le plus possible de travaux pour soulager au maximum son bureau d'études.
Le secret de sa réussite est simple. Il a su gagner en anticipant leurs besoins, la confiance des trois importants clients : la Marine, l'Armée de l'air et Air France.
- L'État choisit Dassault pour les avions de combat.

En 1966, les pouvoirs publics désirent restructurer l'industrie aéronautique. Pierre Messmer, ministre des Armées de 1960 à 1969, souhaite continuer à spécialiser les sociétés : Nord Aviation doit se consacrer aux engins balistiques, Sud-Aviation aux activités concernant les transports civils et militaires ainsi que les hélicoptères et Dassault aux avions de combat. Il déclare : « La polémique sur le partage civil / militaire ne m'a pas beaucoup gêné. L'urgent pour moi était de spécialiser ou de faire fusionner les sociétés nationales de constructions aéronautiques pour mettre de l'ordre. En ce qui concerne les avions d'armes, il y avait une telle supériorité des avions Dassault que le choix s'imposait naturellement. Sud-Aviation avait des ambitions, mais avait perdu la main, donc on ne leur donnait plus l'occasion de faire des avions d'armes. Si Marcel Dassault a gagné, c'est parce qu'il était le meilleur ».
Le gouvernement demande alors à Marcel Dassault de racheter la société Breguet Aviation fondée, en 1911, par Louis Breguet et appartenant à Sylvain Floirat depuis 1955. Ce dernier estime que Breguet ne rapporte pas assez, il veut s'en séparer pour développer ses activités dans Matra et dans les médias.
- Le contrôle par l'État des contrats militaires

Sur le territoire français, toute activité de commerce, de fabrication ou intermédiation de matériels de guerre, armes et munitions est soumise obligatoirement à une autorisation préalable de l'État. À l'exportation, une procédure spéciale s'applique non seulement aux matériels de guerre, armes et munitions, mais aussi aux matériels assimilés. Les transferts de technologies, savoir-faire et informations sensibles entrent également dans ce cadre.
L'ordonnance no 2004-1374 du 20 décembre 2004 (partie législative du Code de la défense) fixe notamment comme principe que l'exportation de matériels de guerre est prohibée sauf autorisation. Cette autorisation est délivrée par le ministère de la défense après enquête de différents services. L'instruction des dossiers de demande d'autorisation d'exportation de matériels de guerre et d'armes à feu dites de défense (4e catégorie), a pour préalable, la délivrance d'une Autorisation de Fabrication et de Commerce (AFC) par le ministère de la défense.
Le régime de contrôle des exportations de matériels de guerre et matériels assimilés est précisé par l’arrêté du 2 octobre 1992. L’autorité de décision est le Premier ministre, sur avis de la Commission interministérielle pour l’étude des exportations de matériels de guerre (CIEEMG). Présidée par le secrétaire général de la Défense nationale et de la sécurité nationale, elle est composée du ministère des Affaires étrangères, du ministère de la Défense et du ministère de l’économie et des finances.
La CIEEMG exprime ses avis dans le cadre des directives générales approuvées par les autorités politiques.

## Identité visuelle et communication

### Activité de lobbying auprès des institutions de l'Union européenne
Dassault Aviation est inscrit au registre de transparence des représentants d'intérêts auprès de la Commission européenne. L'entreprise déclare en 2016 pour cette activité des dépenses annuelles de moins de 300 000 euros.

### Identité et logo

Logo Dassault Aviation - 1990

L’expérience a montré qu’il était souhaitable de simplifier l’appellation de la Société Avions Marcel Dassault - Breguet Aviation, sa longueur s’avérant d’un usage peu pratique, notamment dans les relations commerciales et internationales.
Le 19 juin 1990, le Conseil d’administration substitue à la dénomination sociale Avions Marcel Dassault-Breguet Aviation celle de Dassault Aviation. Cette modification est assortie de la possibilité, pour chaque filiale ou société sœur, d’associer à son nom celui de Dassault ainsi qu’un vocable représentatif de sa spécialité qui l’identifie immédiatement au sein du groupe.

Logo Dassault Aviation - 2014

La Société reçoit aussi un logotype, retenu à la suite d’un concours interne lancé en septembre 1988, et qui symbolise :
- l’élan de la Société vers l’avenir ;
- la forme aérodynamique à l’aspect d’un « delta » nom qui, en outre, dans le code radio de l’aéronautique, suggère le D initial de Dassault ;
- le trèfle à quatre feuilles, talisman de Marcel Dassault qu'il aurait trouvé dans un champ pendant les vacances d'août 1939, lui aurait porté chance et permis de rentrer vivant de sa déportation à Buchenwald ;
- l’ouverture du delta qui oriente vers des idées nouvelles, vers la coopération.

Depuis 2014, le logo Dassault Aviation s’utilise en 1 couleur (monochrome) : métal (de préférence), gris, blanc ou noir, afin de le rendre plus lisible, plus visible et plus moderne.

### Publicités

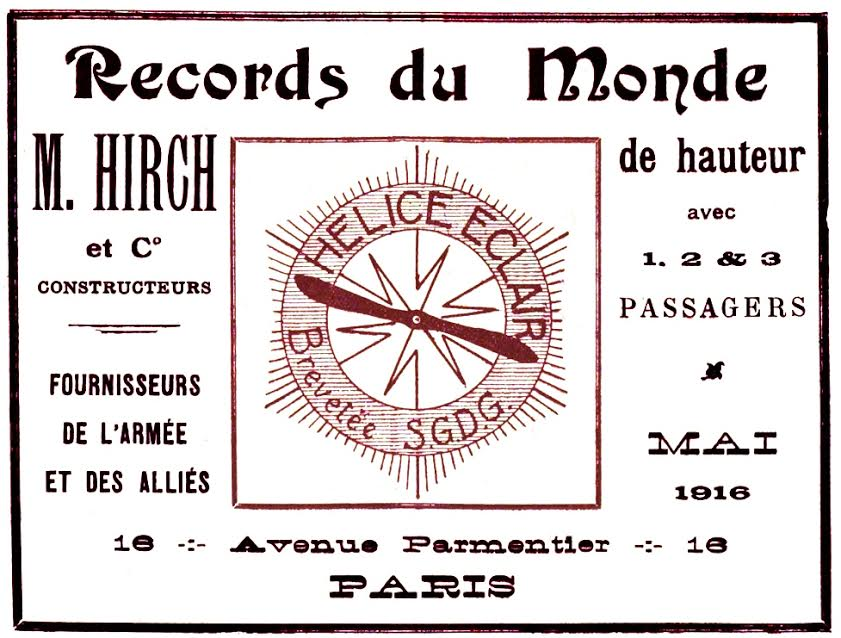
1917 Hélice Éclair
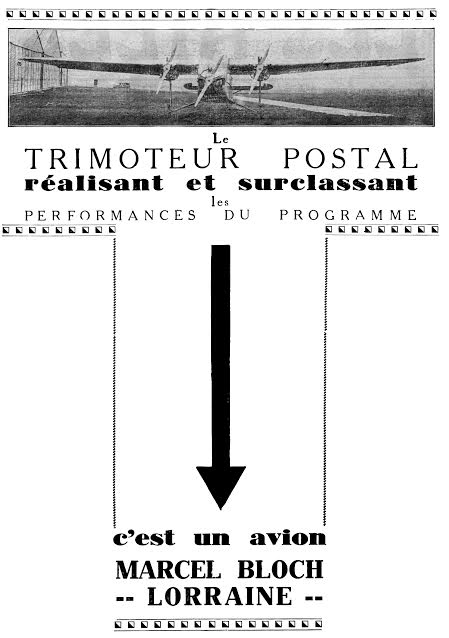
1932 Bloch-Dassault Trimoteur postal MB 60
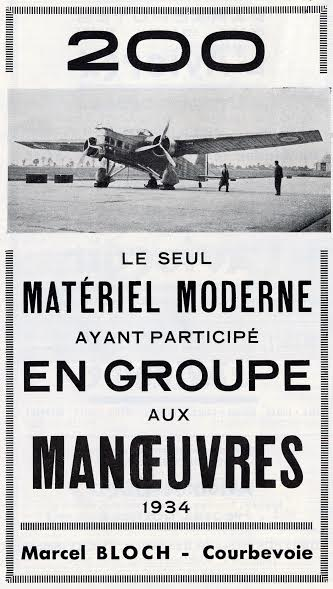
1934 Bloch-Dassault 200 - Salon 1934
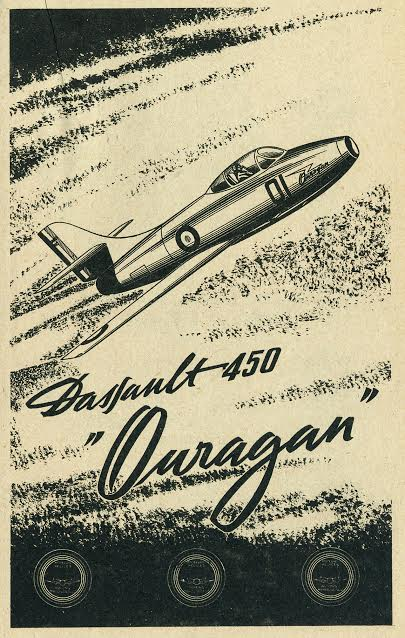
1949 MD 450 Ouragan
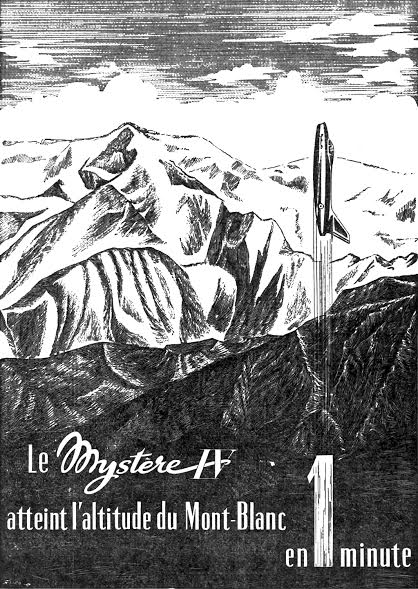
1954 Mystère IV
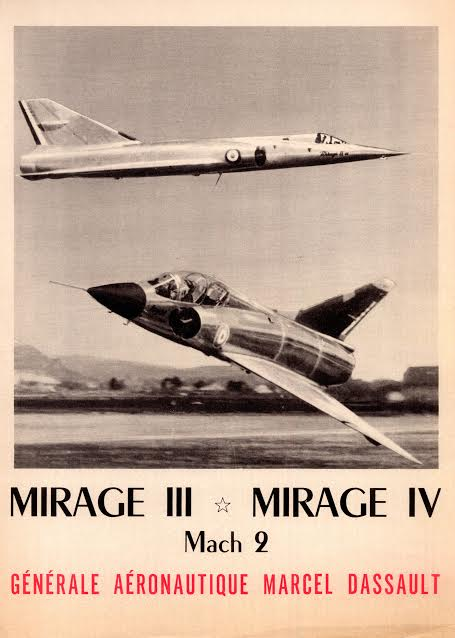
1956 Mirage III et Mirage IV
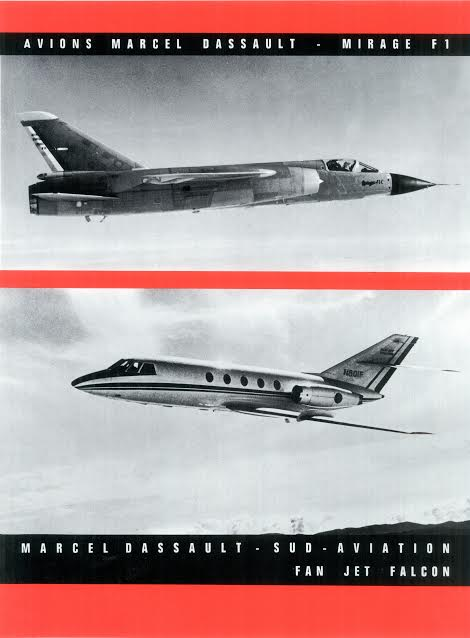
1966 Mirage F1 et Fan Jet Falcon
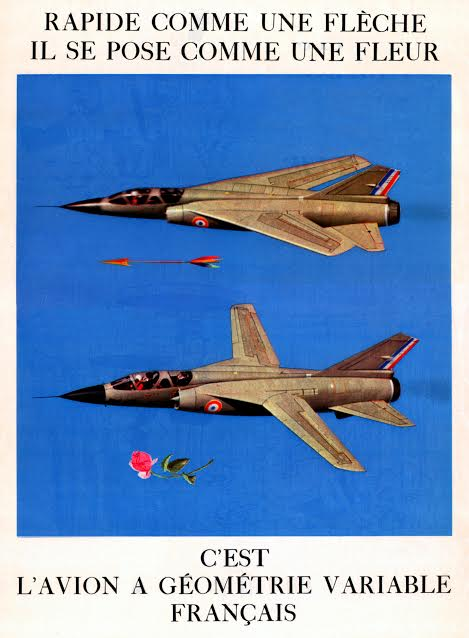
1967 Mirage G
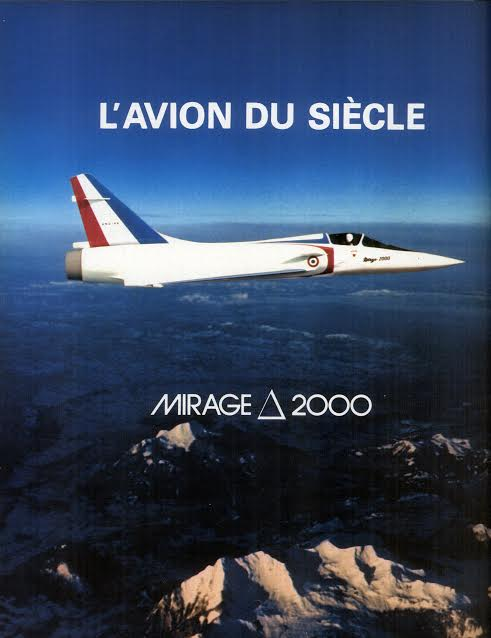
1978 Mirage 2000
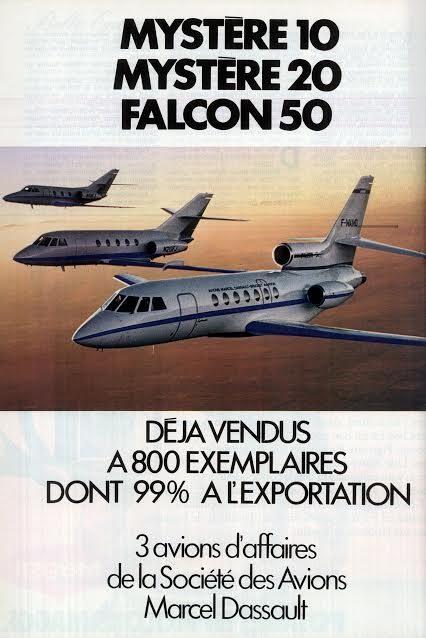
1980 Mystère 10, Mystère 20 et Falcon 50
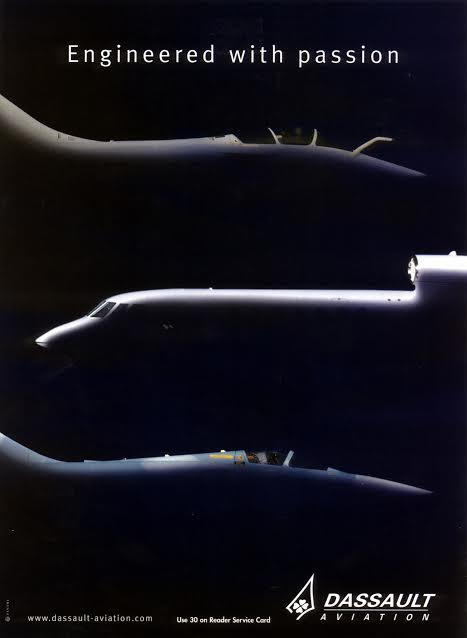
2002 Corporate Dassault Aviation
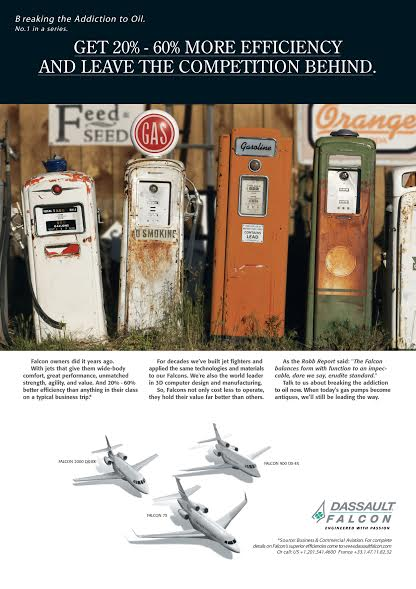
2007 Falcon
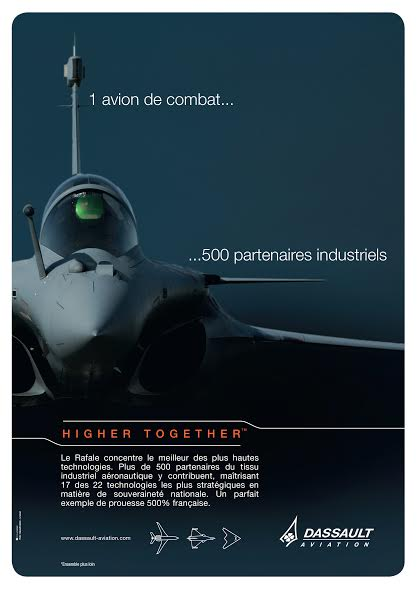
2013 Rafale
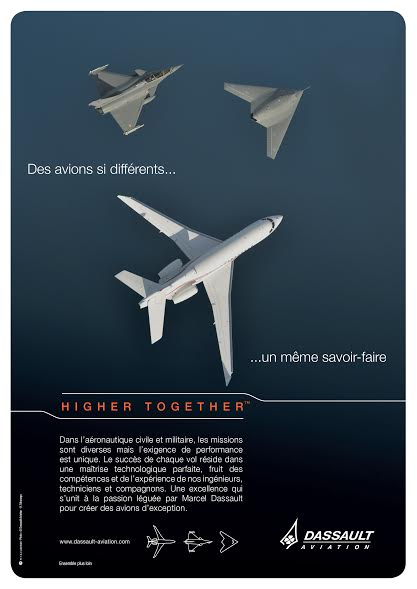
2014 Corporate Dassault Aviation